# هايتي
هَايتي (بالفرنسية: Haïti)‏ /ˈheɪti/ ، الكريولية الهايتية: Ayiti [ajiti]) رسمياً جمهورية هايتي (بالفرنسية: République d'Haïti)‏(بالكريولية الهايتية:Repiblik d Ayiti) هي دولة تقع في جزيرة هيسبانيولا في جزر الأنتيل الكبرى في البحر الكاريبي، تحتل هايتي ثلاثة أثمان غرب الجزيرة التي تشترك فيها مع جمهورية الدومينيكان. تبلغ مساحة هايتي 27,750 كم2، (6,236 ميل2)، وهي ثالث أكبر دولة في منطقة البحر الكاريبي من حيث المنطقة، ويقدر عدد سكانها بـ 11.4 مليون نسمة، مما يجعلها الدولة الأكثر اكتظاظًا بالسكان في منطقة البحر الكاريبي. عاصمتها هي بورت أو برانس.
كانت الجزيرة مأهولة في الأصل من قبل التاينو الذين يرجعوا إلى أمريكا الجنوبية. وصل الأوروبيون الأوائل في 5 ديسمبر 1492 خلال رحلة كريستوفر كولومبوس الأولى الذي اعتقد أنه وصل إلى الهند أو الصين. أسس كولومبوس لاحقًا أول مستوطنة أوروبية في الأمريكتين، وهي لا نافيداد على ما يعرف الآن بالساحل الشمالي الشرقي لهايتي. طالبت إسبانيا بالجزيرة وأطلقت عليها اسم لا اسبانيولا، وظلت جزءًا من الإمبراطورية الإسبانية حتى أوائل القرن السابع عشر. ولكن أدت المطالبات والتافس على الجزيرة مع الفرنسيين، إلى تنازلت إسبانيا عن الجزء الغربي من الجزيرة لفرنسا في عام 1697، وسميت لاحقًا بسانت دومينج. وجعلوا منها أغنى مستعمرة في البحر الكاريبي، وجلبوا إليها أعداداً كبيرة من الأفارقة، للعمل في مزارع البن والتوابل. وبحلول عام 1788، كان عدد الأفارقة يربو على نصف المليون نسمة، أي ما يعادل ثمانية أضعاف المستعمرين الفرنسيين أنفسهم.
وفي عام 1791، خلال اشتعال الثورة الفرنسية، ثار الأفارقة على الفرنسيين، ودمروا المزارع والمدن، واستولى توسان لوفتير الذي كان عبدًا على زمام الأمور. وبعد أن تولى نابليون الأول الحكم في فرنسا، عام 1799، أرسل جيشاً إلى هاييتي، لاستعادة الحكم الفرنسي مرة أخرى، فاعتقل الجيش توسان، وزُج به في السجن، ثم أُرسل إلى فرنسا. بعد 12 عامًا من الصراع هُزمت قوات نابليون بونابرت على يد خليفة لوفرتور، جان جاك ديسالين (لاحقًا الإمبراطور جاك الأول)، الذي أعلن استقلال هايتي في 1 يناير 1804 وهي أول دولة مستقلة في أمريكا اللاتينية ومنطقة البحر الكاريبي، وثاني جمهورية في الأمريكتين وأول دولة ألغت العبودية في الأمريكتين والدولة الوحيدة في التاريخ التي أسستها ثورة العبيد الناجحة. باستثناء ألكسندر بيتيون أول رئيس للجمهورية، كان جميع قادة هايتي الأوائل عبيدًا سابقين. بعد فترة وجيزة انقسمت خلالها البلاد إلى قسمين، وحد الرئيس جان بيير بوير البلاد ثم حاول إخضاع هيسبانيولا بأكملها للسيطرة الهايتية، مما أدى إلى سلسلة طويلة من الحروب التي انتهت في سبعينيات القرن التاسع عشر حتى اعترفت هايتي رسمياً باستقلال جمهورية الدومينيكان.
تميز القرن الأول من استقلال هايتي بعدم الاستقرار السياسي ونبذ المجتمع الدولي لها، ودفعها ديون مرهقة لفرنسا. دفعت التقلبات السياسية والنفوذ الاقتصادي الأجنبي في البلاد الولايات المتحدة إلى احتلال البلاد من عام 1915 إلى عام 1934. بعد سلسلة من الرؤساء قصيروا العمر، تولى فرانسوا دوفالييه السلطة في عام 1956، مبشرًا بفترة طويلة من الحكم الاستبدادي الذي استمر عن طريق جان كلود دوفالييه حتى عام 1986؛ اتسمت فترة دوفالييه بالعنف الذي ترعاه الدولة ضد المعارضة والمدنيين وانتشار الفساد والركود الاقتصادي. بعد عام 1986 بدأت هايتي في محاولة إقامة نظام سياسي أكثر ديمقراطية.
هايتي عضو مؤسس للأمم المتحدة ومنظمة الدول الأمريكية، رابطة دول شرق الكاريبي، والمنظمة الدولية للناطقين بالفرنسية والجماعة الكاريبية وهي عضو في صندوق النقد الدولي، منظمة التجارة العالمية، ومجموعة دول أمريكا اللاتينية ومنطقة البحر الكاريبي. دولة فقيرة تاريخياً وغير مستقرة سياسياً، تمتلك هايتي أدنى مؤشر للتنمية البشرية في الأمريكتين، فضلاً عن انتشار العبودية. منذ مطلع القرن الحادي والعشرين، عانت البلاد من انقلابات عسكرية، مما دفع الأمم المتحدة إلى التدخل، فضلاً عن الزلزال الكارثي الذي أودى بحياة أكثر من 250 ألف شخص.

## التسمية
تأتي كلمة هايتي (Haiti كانت تعرف سابقًا Hayti) من لغة التاينو الأصلية والتي تعني أرض الجبال العالية. كان يطلق الاسم على جزيرة هيسبانيولا بأكملها. أعاد الثوري الهايتي جان جاك ديسالين استخدام الاسم تكريما للهنود الحمر.
يعني لقب هايتي في الفرنسية لؤلؤة جزر الأنتيل (La Perle des Antilles) بسبب جمالها الطبيعي وكمية الثروة التي جمعتها لمملكة فرنسا. حيث كانت خلال القرن الثامن عشر أكبر منتج للسكر والبن في العالم.

## التاريخ

### تاريخ ما قبل الاستعمار

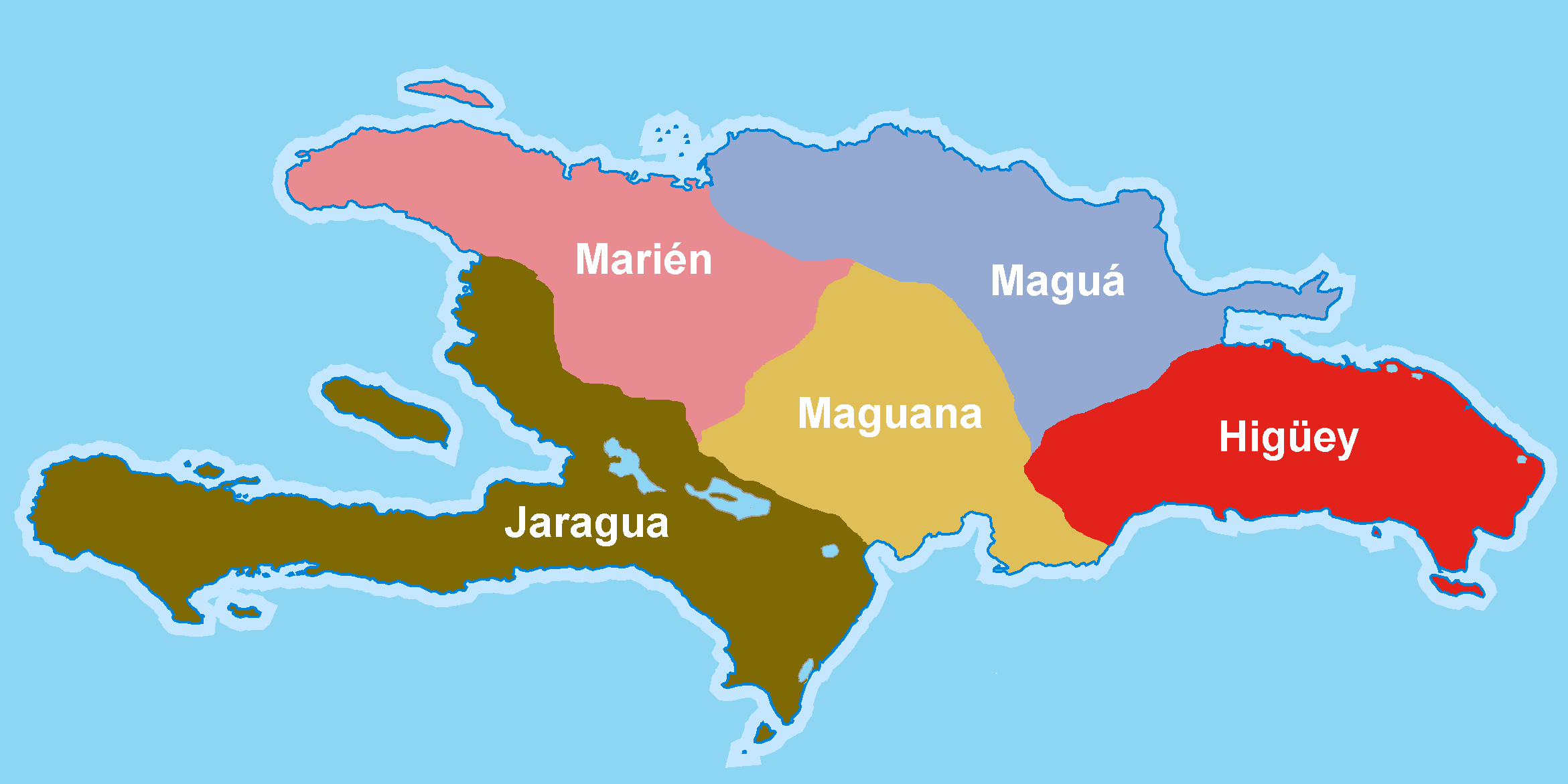
مشيخات هيسبانيولا في وقت وصول كريستوفر كولومبوس

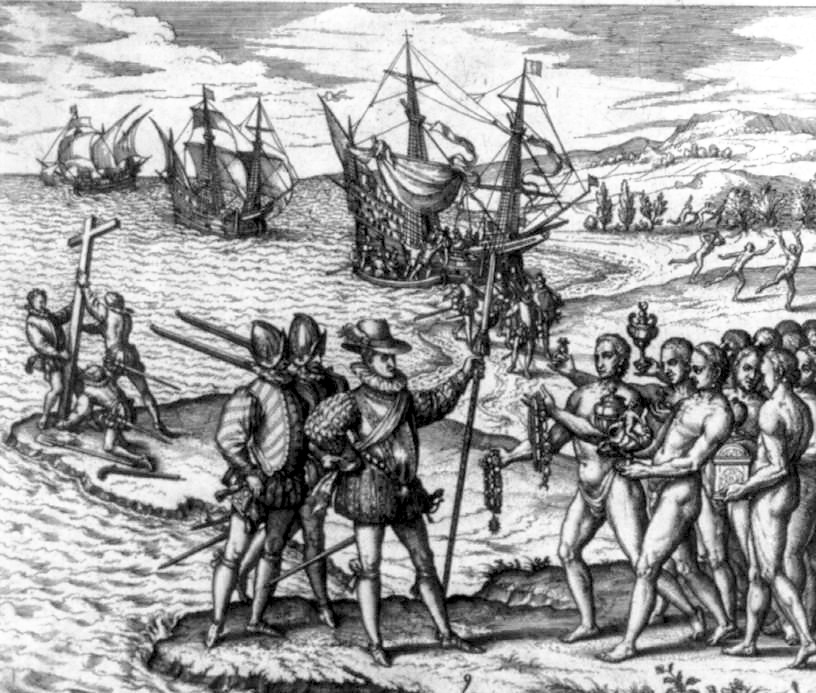
لوحة كريستوفر كولومبوس وهو يهبط على هيسبانيولا بقلم تيودور دي بري

جزيرة هيسبانيولا، التي تحتل هايتي الجزء الغربي منها، مأهولة بالسكان منذ حوالي 5000 قبل الميلاد بمجموعات من الأمريكيين الأصليين الذين يُعتقد أنهم جاءوا من أمريكا الوسطى أو الجنوبية. تظهر الدراسات الجينية أن بعض هذه المجموعات كانت مرتبطة بشعب اليانومامي الموجود في حوض الأمازون. كان من بين هؤلاء السكان الأوائل شعب سيبوني يليهم التاينو.
قُسمت جزيرة هيسبانيولا بين خمس مشيخات للتاينو: ماجوا في الشمال الشرقي ومارين في الشمال الغربي وجاراغوا في الجنوب الغربي وماجوانا في المناطق الوسطى من سيباو وهيجوي في الجنوب الشرقي.
تشمل قطع التاينو الأثرية الثقافية لوحات الكهوف في عدة مواقع في البلاد. أصبحت هذه رموز هايتي الوطنية ومناطق الجذب السياحي. تقع مدينة يوغان الحديثة، التي بدأت مدينة استعمارية فرنسية في الجنوب الغربي، بجوار العاصمة السابقة لإقليم زاراغوا.

### الحكم الأسباني (1492–1625)
نزل كريستوفر كولومبوس في هايتي في 6 ديسمبر 1492، في منطقة سماها مول سانت نيكولاس، وطالب بالجزيرة لتاج قشتالة. بعد تسعة عشر يومًا، جنحت سفينته سانتا ماريا بالقرب من الموقع الحالي لكاب هايتيان. ترك كولومبوس 39 رجلاً على الجزيرة، الذين أسسوا مستوطنة لا نافيداد في 25 ديسمبر 1492. ساءت علاقات المستوطنون مع الشعوب الأصلية وقَتل التاينو المستوطنون بعد خطفهم نساء التاينو.
حمل البحارة الأمراض الأوراسية المعدية التي كانت الشعوب الأصلية تفتقر إلى المناعة ضدها، مما تسبب في موتهم بأعداد كبيرة. ظهر وباء الجدري لأول مرة في هيسبانيولا في عام 1507. انخفضت أعداد السكان الأصليين بشكل كبير بسبب قسوة نظام إنكوميندا، حيث أجبر الإسبان السكان الأصليين على العمل في مناجم الذهب والمزارع. أقر الإسبان قوانين بورغوس (1512-1513)، التي تحظر إساءة معاملة السكان الأصليين وتأيد تحولهم إلى الكاثوليكية.
عندما ركز الأسبان جهودهم الاستعمارية على الثروات الأكبر في البر الرئيسي لأمريكا الوسطى والجنوبية، أصبحت هيسبانيولا إلى حد كبير مركزًا تجاريًا للتزود بالوقود. ونتيجة لذلك انتشرت القرصنة على نطاق واسع بتشجيع من القوى الأوروبية المعادية لإسبانيا مثل فرنسا وإنجلترا. تخلى الأسبان عن الثلث الغربي من الجزيرة، وركزوا جهودهم الاستعمارية على الثلثين الشرقيين. احتل القراصنة الفرنسيون الجزء الغربي من الجزيرة تدريجيًا. قامت فرنسا وإسبانيا في 1697 بتوقيع صلح رايسفايك والتي قسمت هيسبانيولا بينهما.

### الحكم الفرنسي (1625-1804)
حكمت فرنسا الثلث الغربي وأطلقت عليه لاحقًا اسم سان دومينغ، وهو المقابل الفرنسي لسانتو دومينغو، المستعمرة الإسبانية في هيسبانيولا. بدأ الفرنسيون في زرع السكر والبن وجلبوا إلى المنطقة أعدادًا كثيفة من عبيد وسط وغرب أفريقيا، ونمت سان دومينغ لتصبح أغنى ممتلكاتهم الاستعمارية.
وفقًا لتعداد عام 1788، كان سكان هايتي يتألفون من حوالي 25,000 أوروبي و22,000 ملون حر و700,000 عبد من وسط وغرب أفريقيا. في شمال الجزيرة كان العبيد قادرين على الاحتفاظ بالعديد من الروابط مع الثقافات والدين واللغة الأفريقية. تمسك بعض عبيد غرب إفريقيا بمعتقداتهم التقليدية من خلال التوفيق بين الفودو سرا مع الكاثوليكية.
سن الفرنسيون القانون الأسود الذي أعده جان بابتيست كولبير وصدق عليه لويس الرابع عشر، والذي وضع قواعد بشأن معاملة العبيد والحريات المسموح بها. وُصِفَت سانت دومينغ بأنها واحدة من أكثر مستعمرات العبيد وحشية، حيث توفي ثلث الأفارقة الوافدين في غضون بضع سنوات. مات العديد من العبيد من أمراض مثل الجدري وحمى التيفوئيد. وكانت معدلات مواليدهم منخفضة، وهناك دليل على أن بعض النساء أجهضن الأجنة بدلاً من إنجاب الأطفال في العبودية. عانت البيئة أيضًا حيث أُزيلت الغابات لإفساح المجال أمام الزراعة وكانت الأرض تعمل فوق طاقتها من أجل جني أقصى ربح لأصحاب المزارع الفرنسيين.
كما هو الحال في مستعمرتها في لويزيانا، سمحت الحكومة الاستعمارية الفرنسية ببعض الحقوق للأحرار الملونون، المنحدرين من الأعراق المختلطة للمستعمرين الأوروبيين والعبيد الأفارقة. كثيرًا ما أرسل الآباء الفرنسيين البيض أبناءهم ذوي العرق المختلط إلى فرنسا لتعليمهم، وقبل بعض الرجال الملونين في الجيش. عاش المزيد من الملونين الأحرار في جنوب الجزيرة بالقرب من بورت أو برنس، وتزاوج الكثيرون داخل مجتمعهم. كانوا يعملون في العادة حرفيين وتجار، وبدأوا في امتلاك بعض الممتلكات بما في ذلك العبيد. قدم الملونون التماسات للحكومة الاستعمارية لتوسيع حقوقهم.
دفعت وحشية حياة العبودية العديد من العبيد للهروب إلى المناطق الجبلية، حيث أقاموا مجتمعاتهم الذاتية الحكم وأصبحوا معروفين باسم المارون. قاد رانسوا ماكاندال أحد زعماء المارون تمردًا في خمسينيات القرن الثامن عشر ولكن قبض عليه وأعدمه الفرنسيون في وقت لاحق.

### الثورة الهايتية (1791-1804)

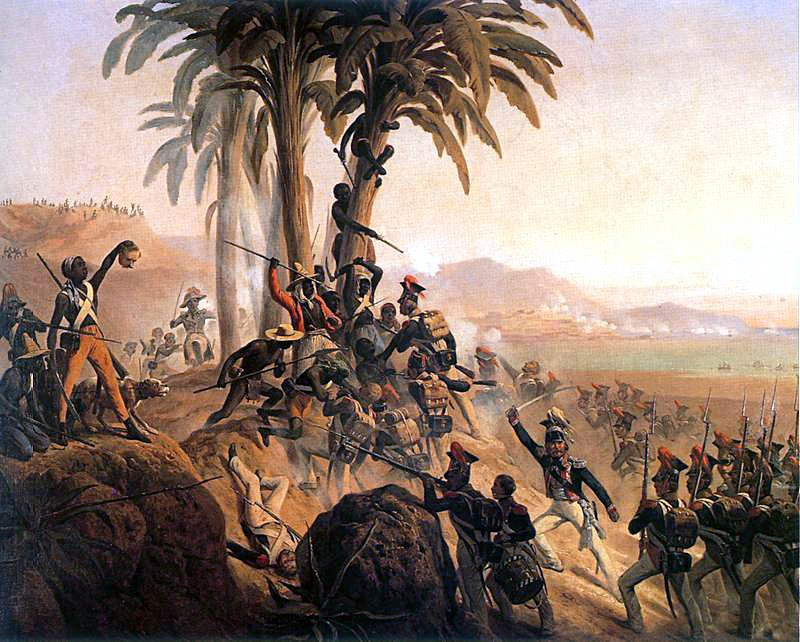
معركة بين الفيلق البولندي في الجيش الفرنسي والمتمردين الهايتيين تخلى غالبية الجنود البولنديين في النهاية عن الجيش الفرنسي وقاتلوا إلى جانب الهايتيين.

بعد الثورة الفرنسية عام 1789 ضغط المستوطنون الفرنسيون والأحرار الملونون أجل مزيد من الحرية السياسية والحقوق المدنية. أدت التوترات بين هاتين المجموعتين إلى الصراع، حيث أنشئ فينسينت أوجي ميليشيا من ذوي الألوان الحرة في عام 1790 مما أدى إلى القبض عليه وتعذيبه وإعدامه. أنشئ توسان لوفرتور في 1791 أول جيش للعبيد في شمال هايتي وسرعان ما اندلع تمرد العبيد الشامل في جميع أنحاء المستعمرة بدعم من الإسبان في سانتو دومينغو.
أرسلت الحكومة الفرنسية في عام 1792 ثلاثة مفوضين لإعادة السيطرة، لبناء تحالف مع الأحرار الملونون ومفاوضة العبيد والتي أنتهت بوعد إلغاء العبودية في المستعمرة. بعد ستة أشهر أيد المؤتمر الوطني بقيادة ماكسيميليان دي روبسبير واليعاقبة الإلغاء وامتد ليشمل جميع المستعمرات الفرنسية.
تأرجحت الولايات المتحدة التي كانت جمهورية جديدة بحد ذاتها بين دعم أو عدم دعم توسان لوفرتور ودولة هايتي الناشئة. حافظت واشنطن التي كانت مالكة للعبيد على حياد الولايات المتحدة، على الرغم من أن مواطنين أمريكيين عاديين قدموا في بعض الأحيان المساعدة للمزارعين الفرنسيين الذين كانوا يحاولون إخماد التمرد. دعم جون آدامز وهو معارض صريح للعبودية تمرد العبيد بشكل كامل من خلال تقديم الاعتراف الدبلوماسي والدعم المالي والذخائر والسفن الحربية ابتداءً من عام 1798. وانتهى هذا الدعم في عام 1801 عندما تولى جيفرسون الرئاسة واستدعى مكتب البحرية الأمريكية.
بعد إلغاء العبودية تعهد توسان لوفرتير بالولاء لفرنسا، وقاتل القوات البريطانية والإسبانية التي استغلت الوضع وغزت سانت دومينغ. أُجبر الأسبان فيما بعد على التنازل عن جزئهم من الجزيرة لفرنسا بموجب شروط معاهدة بازل عام 1795، وتوحيد الجزيرة تحت حكومة واحدة. ولكن اندلع تمرد ضد الحكم الفرنسي في الشرق، وفي الغرب جرت حرب السكاكين (1799-1800) بين قوات لوفرتور والأحرار الملونين بقيادة أندريه ريغو. غادر فيها أكثر من 25000 من الملونين الباقين في الجزيرة.
بعد أن أنشأ لوفرتير دستورًا انفصاليًا وأعلن نفسه حاكمًا عامًا مدى الحياة، أرسل نابليون بونابرت في عام 1802 حملة قوامها 20000 جندي والعديد من البحارة تحت قيادة صهره تشارلز لوكلير، لإعادة تأكيد السيطرة الفرنسية. حقق الفرنسيون بعض الانتصارات، لكن في غضون بضعة أشهر مات معظم جيشه بسبب الحمى الصفراء. في نهاية المطاف مات أكثر من 50,000 جندي فرنسي في محاولة لاستعادة المستعمرة، بما في ذلك 18 جنرالا. تمكن الفرنسيون من الاستيلاء على لوفيرتور ونقله إلى فرنسا لمحاكمته. سجن في فورت دي جو وتوفي عام 1803 من التعذيب وربما السل.
واصل العبيد جنبًا إلى جنب مع الأحرار الملونون والحلفاء معركتهم من أجل الاستقلال،بقيادة الجنرالات جان جاك ديسالين وألكسندر بيتيون وهنري كريستوف. تمكن المتمردون أخيرًا من هزيمة القوات الفرنسية بشكل حاسم في معركة فيرتيير في 18 نوفمبر 1803 وتأسيس أول دولة على الإطلاق تنجح في الحصول على الاستقلال عبر تمرد العبيد. جنبت الجيوش الهايتيةت حت القيادة العامة لديسالين المعركة المباشرة، وبدلاً من ذلك نفذت حملة حرب عصابات ناجحة ضد القوات النابليونية، واستخدمت أمراض مثل الحمى الصفراء لتقليل أعداد الجنود الفرنسيين. سحبت فرنسا في وقت لاحق من ذلك العام قواتها المتبقية البالغ عددها 7000 جندي من الجزيرة وتنازل نابليون عن فكرته لإعادة تأسيس إمبراطورية فرنسية في أمريكا الشمالية، وباع لويزيانا إلى الولايات المتحدة في صفقة لويزيانا. تشير التقديرات إلى أنه مات في الثوةر ما بين 24,000 و100,000 أوروبي، وما بين 100,000 و350,000 من العبيد الهايتيين السابقين. يمكن القول بعد هذه المعركة أن ديسالين هو القائد العسكري الأكثر نجاحًا في النضال ضد فرنسا النابليونية.

### هايتي المستقلة

#### إمبراطورية هايتي الأولى (1804-1806)
أعلن جان جاك ديسالين استقلال سان دومينغ تحت الاسم الأصلي هايتي في 1 يناير 1804 في غوناييف وأعلنه جيوشه إمبراطورًا مدى الحياة تحت اسم الإمبراطور جاك الأول. وعد ديسالين في البداية بحماية المزارعين البيض وغيرهم. ولكن بمجرد توليه السلطة أمر بذبح جميع الرجال والنساء والأطفال البيض المتبقيين تقريبًا. قُتل 3000 إلى 5000 من البيض بين يناير وأبريل 1804، بمن فيهم أولئك الذين كانوا ودودين ومتعاطفين مع السكان السود. استثنيت ثلاث فئات فقط من البيض وهم: الجنود البولنديون، الذين ترك غالبيتهم الجيش الفرنسي وقاتلوا إلى جانب المتمردين الهايتيين؛ مجموعة صغيرة من المستعمرين الألمان الموجودين في المنطقة الشمالية الغربية؛ ومجموعة من الأطباء والمهنيين. وبحسب ما ورد، فإن الأشخاص الذين لهم صلات بضباط في الجيش الهايتي قد أعفوا، وكذلك النساء اللائي وافقن على الزواج من رجال غير بيض.
خوفًا من التأثير المحتمل الذي يمكن أن يحدثه استقلال هايتي من تمرد العبيد رفض الرئيس الأمريكي توماس جيفرسون الاعتراف بالجمهورية الجديدة. منع السياسيون الجنوبيون الذين كانوا كتلة تصويت قوية في الكونغرس الأمريكي الاعتراف بهايتي حتى انسحبوا في عام 1861 لتشكيل الكونفدرالية.
أدت الثورة إلى موجة نزوح. حيث استقر في عام 1809 9000 لاجئ من سانت دومينج من المزارعين البيض والملونين في نيو أورلينز مما ضاعف عدد سكان المدينة، بعد أن طردتهم السلطات الإسبانية من كوبا. بالإضافة إلى ذلك زاد العبيد الوافدون حديثًا نسبة سكان المدينة الأفارقة.
أعيد نظام إصلاح المزارع في هايتي إلا أن العديد من الهايتيين تم تهميشهم. انشق المتمردين واغتالوا ديسالين في 17 أكتوبر 1806.

#### دولة هايتي ومملكة هايتي (1806-1820)

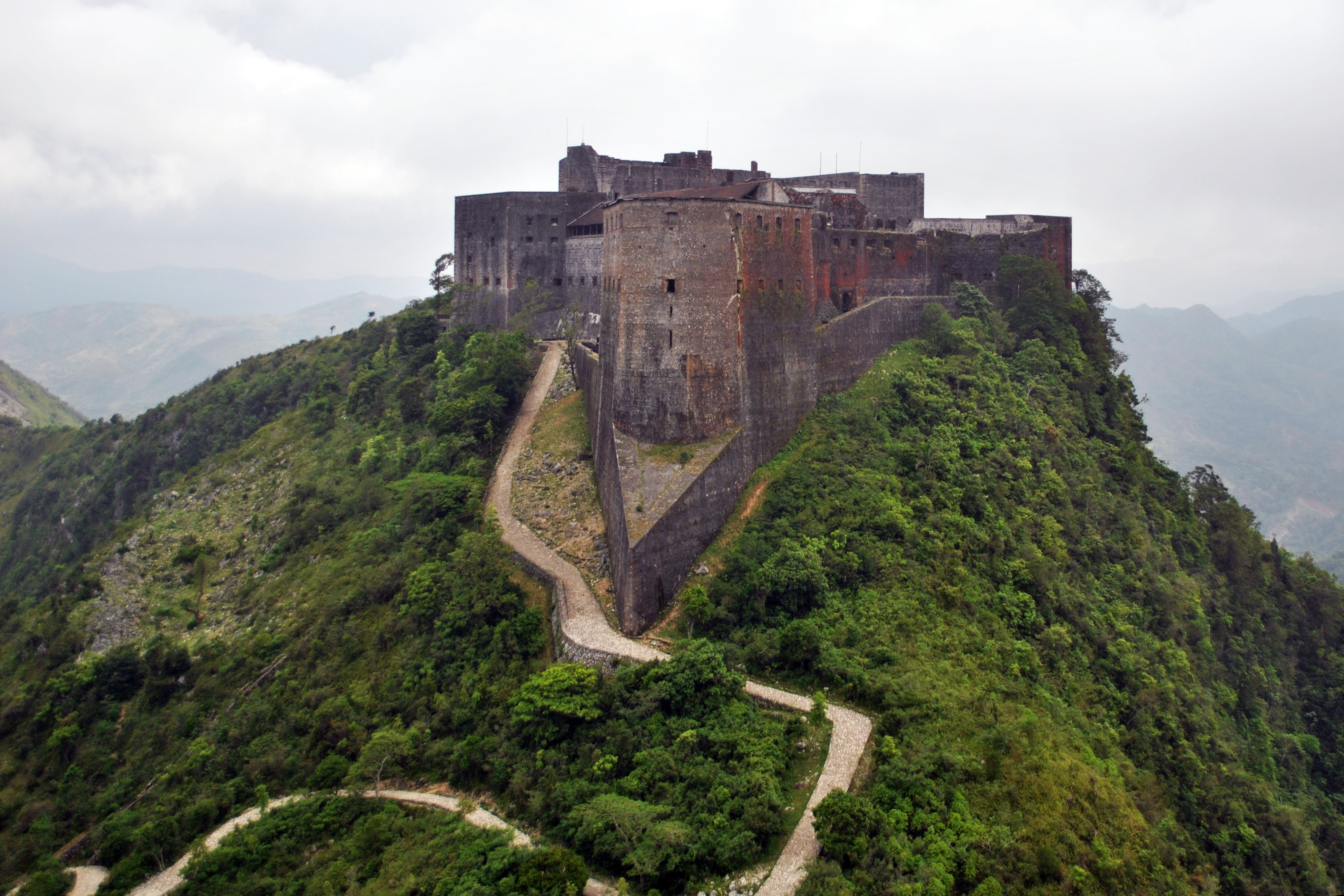
بنيت قلعة لافيرير في الفترة من 1805 إلى 1822، وهي أكبر قلعة في الأمريكتين، وتعتبر محليًا أعجوبة العالم الثامنة.

بعد وفاة ديسالين انقسمت هايتي إلى قسمين، مملكة هايتي في الشمال بقيادة هنري كريستوف الذي سمى نفسه لاحقًا هنري الأول، وجمهورية في الجنوب تتركز حول بورت أو برانس بقيادة ألكسندر بيتيون. أنشأ كريستوف نظام سخرة شبه إقطاعي. كانت جمهورية بيتيون أقل استبدادًا حيث بدأ سلسلة من إصلاحات الأراضي التي أفادت طبقة الفلاحين. كما قدم الرئيس بيتيون المساعدة العسكرية والمالية للزعيم الثوري سيمون بوليفار، والتي كانت حاسمة في تمكينه من تحرير غرناطة الجديدة. في هذه الأثناء، هزم المتمردين بقيادة خوان سانشيز راميريز الفرنسيين الذين تمكنوا من الاحتفاظ بسيطرة غير مستقرة في شرق هيسبانيولا، وعادت المنطقة إلى الحكم الإسباني في عام 1809 بعد معركة بالو هينكادو.

#### توحيد هيسبانيولا (1821-1844)

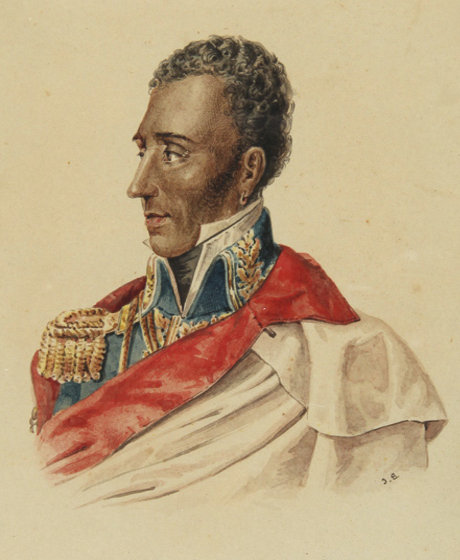
جان بيير بوير، حاكم هايتي 1818-1843

بدأ الرئيس جان بيير بوير وهو خليفة بيتيون بإعادة توحيد الجزيرة في 1821 بعد انتحار هنري كريستوف. بعد إعلان سانتو دومينغو استقلالها عن إسبانيا في 30 نوفمبر 1821، غزها بوير ساعيًا إلى توحيد الجزيرة بأكملها بالقوة وإنهاء العبودية في سانتو دومينغو.
أصدر بوير قانون الريف الذي حرم العمال الفلاحين من الحق في مغادرة الأرض أو دخول المدن أو إنشاء مزارع أو متاجر خاصة بهم من أجل إنعاش الاقتصاد الزراعي، مما تسبب في استياء الكثير من الفلاحين حيث كان أكثرهم يرغبون في امتلاك مزارع خاصة بهم بدلاً من العمل في المزارع.
ابتداءً من سبتمبر 1824 هاجر أكثر من 6000 أمريكي من أصل أفريقي إلى هايتي، دفعت تكاليف النقل مجموعة أمريكية مماثلة في وظيفتها لجمعية الاستعمار الأمريكية. وجد الكثيرون الظروف قاسية للغاية وعادوا إلى الولايات المتحدة.
أرسل الملك شارل العاشر ملك فرنسا، خلال فترة استعادة الملكية الفرنسية، في يوليو 1825 أسطولًا لاستعادة هايتي. وافق الرئيس بوير تحت الضغط على معاهدة تعترف بموجبها فرنسا رسميًا باستقلال الأمة مقابل دفع 150 مليون فرنك. تخلى ملك فرنسا عن حقوقه في السيادة واعترف رسميًا باستقلال هايتي بأمر صادر في 17 أبريل 1826. أعاق دفع 150 مليون فرنك لفرنسا النمو الاقتصادي في هايتي لسنوات، وتفاقمت المشكلة بسبب أن العديد من الدول الغربية استمرت في رفض الاعتراف الدبلوماسي بهايتي؛ اعترفت بريطانيا باستقلال هايتي في عام 1833 واعترفت الولايات المتحدة في عام 1862. اقترضت هاييتي بكثافة من البنوك الغربية بأسعار فائدة مرتفعة للغاية لسداد الديون. على الرغم من تخفيض مبلغ التعويضات إلى 90 مليون في عام 1838، بحلول عام 1900 كان 80% من إنفاق حكومة هايتي على سداد الديون ولم تنته الدولة من سداد الديون حتى عام 1947.

#### فقدان الجزء الإسباني من الجزيرة
أُطيح بوير في عام 1843 بعد فقدانه دعم النخبة الهايتية وحل محله تشارلز ريفيير-هيرار. استولت القوات الدومينيكية القومية في شرق هيسبانيولا بقيادة خوان بابلو دوارتي على سانتو دومينغو في 27 فبراير 1844. استسلمت القوات الهايتية الغير المستعدة لانتفاضة كبيرة للمتمردين، مما أدى فعليًا إلى إنهاء الحكم الهايتي في شرق هيسبانيولا. حاول ريفيير هيرارد في مارس إعادة فرض سلطته لكن الدومينيكان قاوموا بشدة وأوقعوا به خسائر فادحة. أُزيل ريفيير هيرارد من منصبه واستبدل بالجنرال المسن فيليب غيرييه، الذي تولى الرئاسة في 3 مايو 1844.
توفي غيرييه في أبريل 1845 وخلفه الجنرال جان لوي بييرو. كانت أكثر مهمة مطلوبة من لبييرو هي إيقاف توغلات الدومينيكان الذين كانوا يضايقون القوات الهايتية. كانت الزوارق الحربية الدومينيكية تقوم بعمليات نهب على سواحل هايتي. قرر الرئيس بييرو شن حملة ضد الدومينيكان الذين اعتبرهم مجرد متمردين ولكن الهجوم الهايتي عام 1845 توقف عند الحدود.
أعلن بييرو في 1 يناير 1846 حملة جديدة لإعادة فرض سيادة هايتي على شرق هيسبانيولا، لكن ضباطه استقبلوا هذا الإعلان الجديد بازدراء. ولذلك بعد شهر في فبراير 1846 عندما أمر بييرو قواته بالحرب ضد الدومينيكان تمرد الجيش الهايتي وأعلن جنوده الإطاحة به. وعين الجنرال جان بابتيست ريتشي رئيسًا لهايتي.

#### إمبراطورية هايتي الثانية (1849–1859)
توفي الرئيس ريتشي في 27 فبراير 1847 بعد عام واحد فقط في السلطة واستبدل بضابط غامض هو الجنرال فوستين سولوك. خلال العامين الأولين من إدارة سولوك كانت المعارضة التي واجهها في الاحتفاظ بالسلطة متشعبة لدرجة أن الدومينيكان مُنحوا مساحة تنفس إضافية لتعزيز استقلالهم. ولكن عندما اعترفت فرنسا أخيرًا في عام 1848 باستقلال جمهورية الدومينيكان ووقعت مؤقتًا معاهدة سلام وصداقة وتجارة وملاحة، احتجت هايتي على الفور مدعية أن المعاهدة كانت هجومًا على أمنها. قرر سولوك غزو الجمهورية الجديدة قبل أن تصدق الحكومة الفرنسية على المعاهدة.
هاجم الجنود الهايتيون الحامية الدومينيكية في لاس ماتاس في 21 مارس 1849. لم يبد المدافعون المحبطون أي مقاومة تقريبًا قبل التخلي عن أسلحتهم. ضغط سولوك على سان خوان، لم يترك هذا سوى بلدة أزوا بين الجيش الهايتي والعاصمة. سقطت أزوا في 6 أبريل في يد الجيش الهايتي الذييبلغ قوامه 18,000 فرد مع فشل هجوم مضاد دومينيكاني قوامه 5000 رجل في الإطاحة بهم. أصبح الطريق إلى سانتو دومينغو الآن سهلًا. لكن نبأ السخط السائد في بورت أو برانس والذي وصل إلى سولوك أوقف تقدمه ودفعه للعودة مع الجيش إلى عاصمته.
شجع التراجع المفاجئ للجيش الهايتي الدومينيكان بالهجوم المضاد. ذهب أسطولهم إلى حد ديم ماري حيث نهبوها وأضرموا فيها النار. قرر سولوك الذي نصب نفسه الآن إمبراطورًا باسم فاوستين الأول بدء حملة جديدة ضدهم. حيث غزا أراضي جمهورية الدومينيكان مرة أخرى في عام 1855. ولكن بسبب عدم الاستعداد الكافي على الرغم من شجاعة الجنود اضطر الإمبراطور مرة أخرى للتخلي عن فكرة توحيد الجزيرة تحت سيطرة هايتي. بعد هذه الحملة تدخلت بريطانيا وفرنسا ووقعوا هدنة عن جمهورية الدومينيكان.
أثارت المعاناة التي تعرض لها الجنود خلال حملة عام 1855 والخسائر والتضحيات التي لحقت بالبلاد دون تعويض أو أي نتائج عملية استياءً شديداً. بدأت ثورة بقيادة الجنرال فابر جيفرارد في عام 1858. هزم جيفرارد الجيش الإمبراطوري في ديسمبر من ذلك العام واستولى على السيطرة على معظم البلاد. ونتيجة لذلك تنازل الإمبراطور عن عرشه في 15 يناير 1859. رفضت المفوضية الفرنسية المساعدة ونقل فاوستين إلى المنفى على متن سفينة حربية بريطانية في 22 يناير 1859.

#### أواخر القرن التاسع عشر وأوائل القرن العشرين
كانت الفترة التي أعقبت إطاحة سولوك حتى مطلع القرن فترة مضطربة في هايتي. أطيح بالرئيس جيفرارد في انقلاب عام 1867، وخلفه سيلفان سالناف حتى عام 1869. وتحت رئاسة ميشال دومينيك (1874-1876) تحسنت العلاقات مع جمهورية الدومينيكان بشكل كبير من خلال التوقيع على معاهدة أقر فيها الطرفان باستقلال الطرف الآخر ووضع حد لأحلام هايتي في حكم هيسبانيولا كاملة. حدث بعض التحديث في الاقتصاد والبنية التحتية أيضًا في هذه الفترة خاصة في ظل رئاسات ليسيوس سالومون (1879-1888) وفلورفيل هيبوليت (1889-1896).
كانت علاقات هايتي مع القوى الخارجية متوترة في كثير من الأحيان. حاولت الولايات المتحدة في عام 1889 إجبار هايتي على السماح لها ببناء قاعدة بحرية في مول سانت نيكولاس وهي فكرة رفضها الرئيس هيبوليت بشدة.
في العقود الأولى من القرن العشرين عانت هايتي من حالة عدم استقرار سياسي كبيرة وكان الأمر يرجع إلى فرنسا وألمانيا والولايات المتحدة. جاء سلسلة من الرئاسات قصيرة العمر: حيث أُجبر الرئيس بيير نورد الكسيس على التنحي عن السلطة عام 1908، وكذلك خليفته فرانسوا جيم انطوان سمعان في عام 1911؛ قُتل الرئيس سينسيناتوس لوكونتي (1911-12) في انفجار (ربما متعمدًا) في القصر الوطني. أُطيح بميشال أوريستى (1913-14) في انقلاب وكذلك خليفته أوريست زامور في عام 1914.

#### احتلال الولايات المتحدة (1915-1934)

بحث القوات الأمريكية عن مقاتلي الكاكوس الهايتيين المعادين للاحتلال الأمريكي لهايتي، تقربيًا عام 1919

زادت ألمانيا من نفوذها في هايتي في هذه الفترة ووجد مجتمع صغير من المستوطنين الألمان الذين يمارسون نفوذًا غير متناسب في اقتصاد هايتي. أثار النفوذ الألماني مخاوف الولايات المتحدة التي استثمرت أيضًا بكثافة في البلاد وعارضت حكومتها التدخل الأجنبي في الأمريكتين بموجب مبدأ مونرو. قام الأمريكيون في ديسمبر 1914 بسحب 500,000 دولار من بنك هايتي الوطني لحفظها في نيويورك، مما أعطى الولايات المتحدة السيطرة على البنك الوطني.
سعى رئيس هايتي الجديد فيلبرون غيوم سام في عام 1915 إلى تعزيز حكمه الهش بإعدام جماعي لـ 167 سجينًا سياسيًا. أدى الغضب من قرار الإعدام إلى أعمال شغب وقُبض على سام وقُتل على يد حشد من الغوغاء. خوفًا من التدخل الأجنبي المحتمل أو ظهور حكومة جديدة بقيادة السياسي الهايتي المعادي للولايات المتحدة روسالفو بوبو أرسل الرئيس وودرو ويلسون مشاة البحرية الأمريكية إلى هايتي في يوليو 1915 تحت قيادة الأميرال كابيرتون في محاولة لاستعادة النظام وحماية المصالح الأمريكية. في غضون أيام سيطرت قوات مشاة البحرية الأمريكية على العاصمة ومصارفها ودائرة الجمارك. أعلنت القوات الأحكام العرفية وفرضت رقابة شديدة على الصحافة. في غضون أسابيع نُصب الرئيس الهايتي الجديد الموالي للولايات المتحدة فيليب سودري دارتيجينيف، وكُتب دستور جديد كان في صالح الولايات المتحدة. تضمن الدستور (الذي كتبه الرئيس الأمريكي المستقبلي فرانكلين روزفلت) بندًا يسمح لأول مرة للأجانب بملكية الأراضي في هايتي وهو بند عارضه المجلس التشريعي الهايتي والمواطنون بشدة.
أدى الاحتلال إلى تحسين البنية التحتية في هايتي. ونُظم التعليم الزراعي حيث أنشئت مدرسة مركزية للزراعة و69 مزرعة في البلاد. ولكن بُنيت العديد من مشاريع البنية التحتية باستخدام السخرة حيث سُمح للحكومة/قوات الاحتلال بأخذ الناس من منازلهم ومزارعهم تحت تهديد السلاح إذا لزم الأمر، لبناء الطرق والجسور. أُدخل السيزال إلى هايتي وأصبح قصب السكر والقطن من الصادرات المهمة. كان الهايتيون العاديون المتواجدون في المناطق الريفية يقاومون بشدة التغييرات التي تدعمها الولايات المتحدة، في حين أن النخبة الحضرية رحبت بالاقتصاد المتنامي لكنها أرادت المزيد من السيطرة السياسية. ساعد الرئيس ستينيو فنسنت (1930-1941) في تأمين إنهاء الاحتلال في عام 1934. تولى المستشار المالي العام للولايات المتحدة ميزانية هايتي حتى عام 1941.
أصبح شارلمان بيرالت زعيم المعارضة المسلحة للوجود الأمريكي، شهيدًا وطنيًا بعد أن القبض عليه وأعدم عام 1919. أثناء جلسات الاستماع في مجلس الشيوخ في عام 1921 أفاد قائد سلاح مشاة البحرية أنه خلال 20 شهرًا من الاضطرابات النشطة قُتل 2250 هايتيًا. ولكن في تقرير لوزير البحرية أفاد أن عدد القتلى بلغ 3250. زعم المؤرخون الهايتيون أن الرقم الحقيقي كان أعلى من ذلك بكثير، لكن هذا لا يدعمه معظم المؤرخين خارج هايتي.

#### حقبة ما بعد الاحتلال (1934-1957)
بعد مغادرة القوات الأمريكية في عام 1934 استخدم الدكتاتور الدومينيكي رافائيل تروخيو المشاعر المعادية لهايتي كأداة قومية. حيث أمر جيشه في مجزرة البقدونس بقتل الهايتيين الذين يعيشون على الجانب الدومينيكي. قتل عدد قليل بالرصاص، وبدلاً من ذلك ضُرب من 20,000 إلى 30,000 من الهايتيين بالهراوات ورموا بالحراب ورُموا في البحر حيث أنهت أسماك القرش ما بدأه تروخيو. وصف عضو الكونجرس هاميلتون فيش العضو البارز في لجنة الشؤون الخارجية بمجلس النواب مذبحة البقدونس بأنها أفظع الأعمال الوحشية التي ارتكبت في القارة الأمريكية.
أصبح الرئيس ستينيو فنسنت ديكتاتوريًا بشكل متزايد واستقال تحت ضغط الولايات المتحدة في عام 1941 وحل محله إيلي ليسكوت (1941-1946). أثناء الحرب العالمية الثانية في عام 1941 أعلن ليسكوت الحرب على اليابان (8 ديسمبر) وألمانيا (12 ديسمبر) وإيطاليا (12 ديسمبر) وبلغاريا (24 ديسمبر) والمجر (24 ديسمبر) ورومانيا (24 ديسمبر). من بين دول المحور الستة ردت رومانيا فقط بالمثل وأعلنت الحرب على هايتي في نفس اليوم (24 ديسمبر 1941). أصبحت هايتي في 27 سبتمبر 1945 دولة عضو مؤسس في الأمم المتحدة (خليفة عصبة الأمم، وهايتي أيضا عضو مؤسس لها).
أطاح الجيش بليسكوت في عام 1946 وأصبح دومارسيس إيستيمه الرئيس الجديد (1946-1950). سعى إيستيمه إلى تحسين الاقتصاد والتعليم وتعزيز دور الهايتيين السود، ولكن عندما سعى إلى تعزيز حكمه أُطيح به أيضًا في انقلاب قاده بول ماغلوار الذي حل محله (1950-1956). كان مناهضًا للشيوعية بشدة ومدعومًا من الولايات المتحدة. بدأ السياح في زيارة هايتي مع زيادة الاستقرار السياسي. أُعيد تطوير منطقة الواجهة البحرية في بورت أو برانس للسماح لركاب السفن السياحية بالسير من الأرصفة إلى مناطق الجذب الثقافية.

#### سلالة دوفالييه (1957-1986)

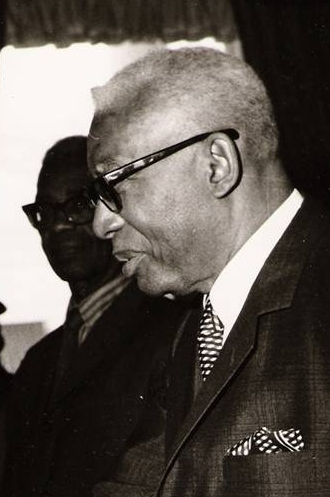
فرانسوا دوفالييه في 1968

مرت هايتي باضطراب سياسي حاد في الفترة 1956-1957. أُجبر ماغلوار على الاستقالة ومغادرة البلاد في عام 1956 وتبعه أربع رؤساء قصيروا العمر. انتخب الدكتور فرانسوا دوفالييه رئيسًا لهايتي في انتخابات سبتمبر 1957. ظل دوفالييه الذي عُرف بابا دوك والذي كان يتمتع بشعبية في البداية رئيسًا حتى وفاته في عام 1971. بسبب عدم ثقته في الجيش على الرغم من عمليات التطهير المتكررة للضباط الذين يعتبرون غير موالين له، أنشأ دوفالييه ميليشيا خاصة به تعرف باسم تونتون ماكوت، حافظت العصابة على النظام من خلال ترويع الجماهير والمعارضين السياسيين. نصب دوفالييه نفسه رئيسًا مدى الحياة في عام 1964. قمع انتفاضة ضد حكمه في ذلك العام في جيريمي بعنف حيث قتل المئات من المواطنين في المدينة. بدأ الجزء الأكبر من المتعلمين والمهنيين بمغادرة البلاد وانتشر الفساد. سعى دوفالييه إلى خلق عبادة شخصية عرفت بالبارون ساميدي. على الرغم من الانتهاكات التي جرت في ظل حكمه، فإن معاداة دوفالييه الشديدة للشيوعية أكسبته دعم الأمريكيين الذين قدموا المساعدة إلى البلاد.
توفي دوفالييه في عام 1971، وخلفه ابنه جان كلود دوفالييه، الملقب بـبيبي دوك الذي حكم حتى عام 1986. واصل جان سياسات والده إلى حد كبير ولكنه حد من بعض التجاوزات لكسب الدعم الدولي. عادت السياحة التي تراجعت في زمن بابا دوك مرة أخرى وأصبحت صناعة متنامية. ولكن مع استمرار تدهور الاقتصاد بدأت قبضة بيبي دوك على السلطة تضعف. تسب ذبح خنازير هايتي في تفشي حمى الخنازير في أواخر السبعينيات في معاناة المجتمعات الريفية التي استثمرت فيها. زادت المعارضة أكثر فأكثر ودعمها زيارة البابا يوحنا بولس الثاني إلى البلاد عام 1983 ونقده الرئيس علانية. وقعت مظاهرات في غوناييف عام 1985 ثم انتشرت في جميع أنحاء البلاد. تحت ضغط من الولايات المتحدة غادر دوفالييه البلاد إلى فرنسا في فبراير 1986.
في المجموع قُتل ما يقرب من 40,000 إلى 60,000 من الهايتيين في عهد دوفالييه. بسبب خلال استخدام أساليب الترهيب والإعدام فر العديد من المثقفين الهايتيين، في هجرة عقول هائلة لم تتعافى منها البلاد بعد.

#### حقبة ما بعد دوفالييه
بعد رحيل دوفالييه ترأس قائد الجيش الجنرال هنري نامفي المجلس الوطني للحكومة. لم تُجرى الانتخابات المقرر إجراؤها في نوفمبر 1987 بعد إطلاق النار على عشرات السكان في العاصمة من قبل الجنود وتونتون ماكوت. أعقب ذلك انتخابات مزورة في عام 1988، صوت فيها 4% فقط من المواطنين. أطيح بالرئيس ليزلي مانيجات الذي أنتخب حديثًا بعد بضعة أشهر في انقلاب يونيو 1988. تبع ذلك انقلاب آخر في سبتمبر 1988، بعد مذبحة القديس جان بوسكو التي قتل فيها 13-50 شخصًا (تختلف التقديرات) كانوا يحضرون قداسًا قاده الناقد الحكومي البارز والقس الكاثوليكي جان برتران أريستيد. حكم الجنرال بروسبر أفريل البلاد حتى مارس 1990.
بعد رحيل دوفالييه ترأس قائد الجيش الجنرال هنري نامفي المجلس الوطني للحكومة. لم تُجرى الانتخابات المقرر إجراؤها في نوفمبر 1987 بعد إطلاق النار على عشرات السكان في العاصمة من قبل الجنود وتونتون ماكوت. أعقب ذلك انتخابات مزورة في عام 1988، صوت فيها 4% فقط من المواطنين. أطيح بالرئيس ليزلي مانيجات الذي أنتخب حديثًا بعد بضعة أشهر في انقلاب يونيو 1988. تبع ذلك انقلاب آخر في سبتمبر 1988، بعد مذبحة القديس جان بوسكو التي قتل فيها 13-50 شخصًا (تختلف التقديرات) كانوا يحضرون قداسًا قاده الناقد الحكومي البارز والقس الكاثوليكي جان برتران أريستيد. حكم الجنرال بروسبر أفريل البلاد حتى مارس 1990.

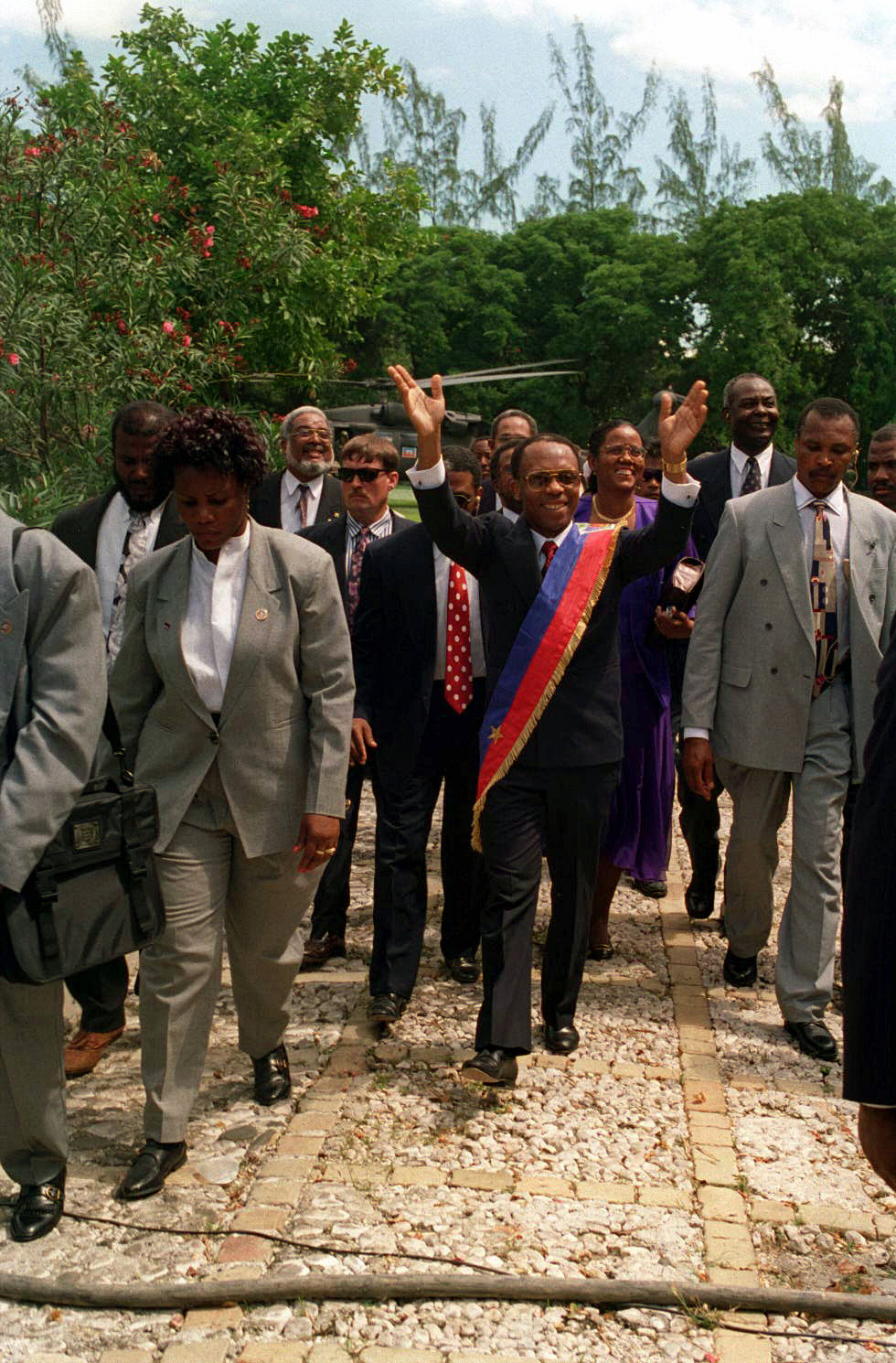
عودة جان برتران أريستيد إلى هايتي، بعد الغزو الذي قادته الولايات المتحدة في عام 1994 بهدف إزالة النظام الذي نصبه انقلاب هايتي 1991.

انتخب جان برتران أريستيد رئيسًا في الانتخابات العامة الهايتية في ديسمبر 1990. لكن أجندته الإصلاحية الطموحة أثارت قلق النخب، وفي سبتمبر من العام التالي أطاح به الجيش بقيادة راؤول سيدراس في انقلاب هايتي عام 1991. وسط الاضطرابات المستمرة حاول العديد من الهايتيين الفرار من البلاد.
تفاوضت الولايات المتحدة في سبتمبر 1994 على مغادرة القادة العسكريين هايتي والدخول السلمي لـ 20,000 جندي أمريكي في إطار عملية دعم الديمقراطية. مكن هذا جان برتران أريستيد من استعادة منصبه وإكمال فترة ولايته بدأ من أكتوبر. قام أريستيد لتنفيذ إصلاحات في السوق الحرة في محاولة لتحسين الاقتصاد الهايتي، ولكنها كانت ذات نتائج متباينة حيث ذكرت بعض المصادر أن هذه الإصلاحات كان لها تأثير سلبي على الصناعة الهايتية. اجتاح إعصار جوردون هايتي في نوفمبر 1994. قتل الإعصار ما يقدر بـ 1122 شخصًا، ولكن بعض التقديرات تصل إلى 2200.
أجريت انتخابات في عام 1995 وفا بها رينيه بريفال بنسبة 88% من الأصوات الشعبية، ولكن الانتخابات كانت ذات إقبال منخفض. شكل أريستيد لاحقًا حزبه فانمي لافالاس، وتلا ذلك مأزق سياسي. أعادت انتخابات نوفمبر 2000 أريستيد إلى الرئاسة بنسبة 92% من الأصوات. في السنوات اللاحقة كان هناك عنف متزايد بين الفصائل السياسية المتنافسة.
اندلعت ثورة ضد أريستيد في عام 2004 في شمال هايتي. وصل التمرد في النهاية إلى العاصمة وأُجبر أريستيد على ترك البلاد. التفاصيل الدقيقة للأحداث متنازع عليها. حيث ذكر البعض بمن فيهم أريستيد وحارسه الشخصي فرانز غابرييل أنه كان ضحية انقلاب جديد من قبل القوات الأمريكية. صرحت السيدة أريستيد أن الخاطفين كانوا يرتدون زي القوات الخاصة الأمريكية، لكنهم ارتدوا ملابس مدنية عند صعودهم على متن الطائرة التي كانت تخرج أريستيد من هايتي. نفت حكومة الولايات المتحدة هذه الاتهامات. مع تزايد العنف السياسي والجريمة شُكلت بعثة الأمم المتحدة لتحقيق الاستقرار في هايتي. أثارت عثة الأمم المتحدة لتحقيق الاستقرار في هايتي الجدل من حيث نهجها القاسي في بعض الأحيان للحفاظ على القانون والنظام وارتكابها العديد من حالات الانتهاكات بما في ذلك الانتهاكات الجنسية المزعومة، مما أثار استياء وانعدام ثقة عامة الشعب الهايتي. تولى بونيفاس أليكساندر السلطة المؤقتة حتى عام 2006، عندما أعيد انتخاب رينيه بريفال رئيسًا في انتخابات 2006.

#### حقبة ما بعد أريستيد (2004 إلى الوقت الحاضر)
وسط الفوضى السياسية المستمرة ضربت سلسلة من الكوارث الطبيعية هايتي. حيث اجتاحت إعصار جين الساحل الشمالي في عام 2004، مخلفة 3006 قتلى في فيضانات وانهيارات طينية، معظمهم في مدينة غوناييف. تعرضت هايتي مرة أخرى في عام 2008 لعاصفة فاي وإعصار غوستاف وإعصار حنا وإعصار آيك وأسفرت عن مقتل 331 شخصًا وحاجة حوالي 800,000 إلى المساعدات الإنسانية. تفاقمت الحالة التي نتجت عن هذه العواصف بسبب ارتفاع أسعار الغذاء والوقود الذي تسبب في أزمة الغذاء والاضطرابات السياسية في أبريل 2008.

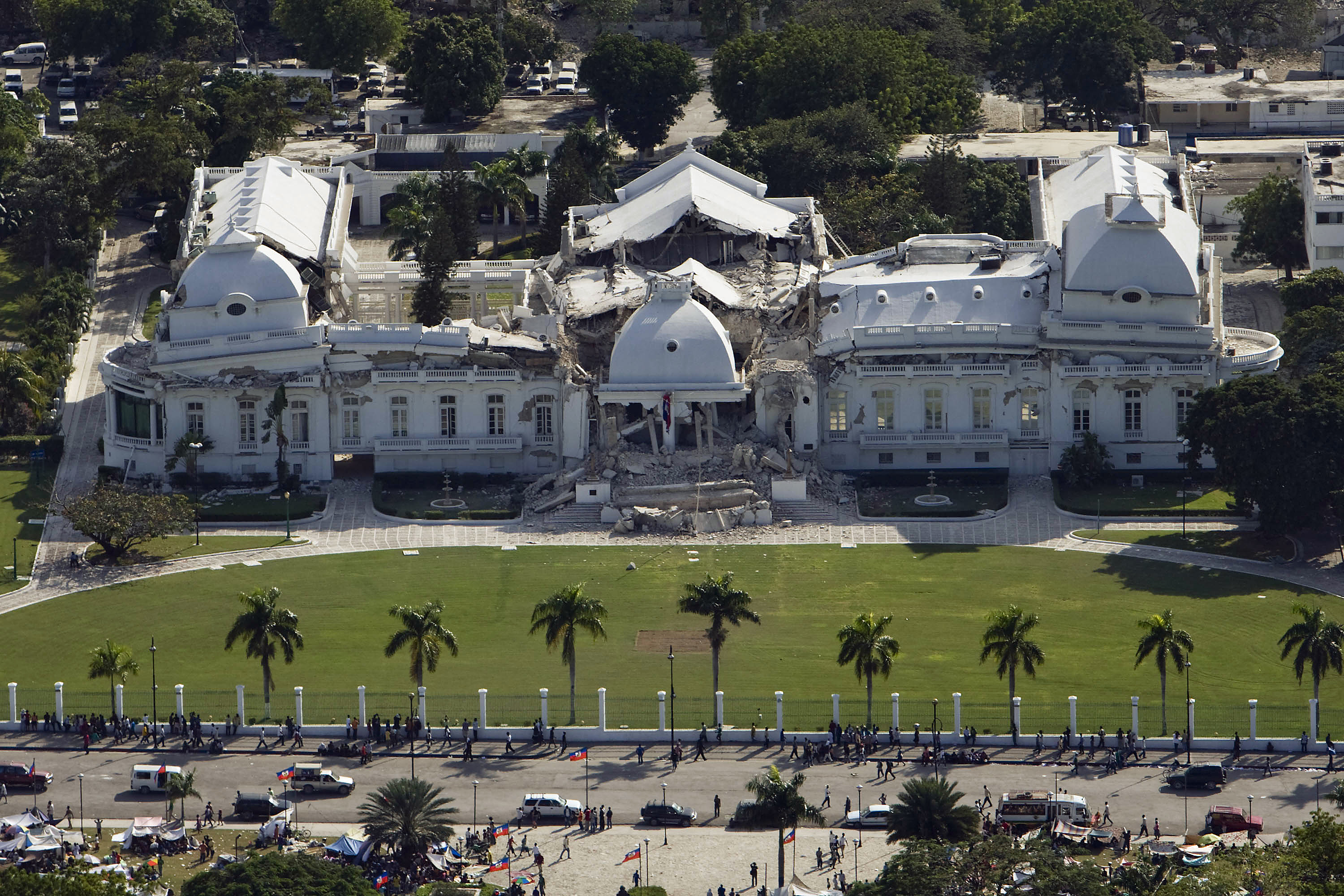
تضرر القصر الوطني الهايتي بشدة بعد زلزال عام 2010.

ضرب زلزال بقوة -7.0 درجة هايتي في 12 يناير 2010 في الساعة 4:53 مساءً بالتوقيت المحلي. كان هذا أقوى زلزال شهدته البلاد منذ أكثر من 200 عام. ورد أن الزلزال خلف ما بين 220,000 و300,000 قتيل وتشريد ما يصل إلى 1.6 مليون شخص. تفاقم الوضع بسبب تفشي الكوليرا عندما تلوثت محطة حفظ السلام التابعة للأمم المتحدة. بلغت وفيات الكوليرا في عام 2017 ما يقرب من 10,000 هايتي ومرض ما يقرب من مليون. بعد سنوات من الإنكار اعتذرت الأمم المتحدة في عام 2016 ولكنهم رفضوا الاعتراف بالخطأ من عام 2017 وبالتالي تجنبوا المسؤولية المالية.
كان من المقرر إجراء الانتخابات العامة في يناير 2010 ولكن أُجلت بسبب الزلزال. أجريت انتخابات مجلس الشيوخ والبرلمان والجولة الأولى من الانتخابات الرئاسية في 28 نوفمبر 2010. جرت جولة الإعادة بين ميشال مارتيلي وميرلاند مانيجات في 20 مارس 2011 أعلنت النتائج الأولية التي صدرت في 4 أبريل فوز ميشال مارتيلي. عاد كل من الدكتاتور السابق جان كلود دوفالييه وجان برتران أريستيد إلى هايتي في عام 2011. توقفت محاولات محاكمة دوفالييه على جرائم ارتكبت في ظل حكمه بعد وفاته في 2014. دعت هايتي الدول الأوروبية إلى دفع تعويضات عن العبودية وإنشاء لجنة رسمية لتسوية أخطاء الماضي في عام 2013. بعد استمرار الخلاف السياسي مع المعارضة ومزاعم بتزوير الانتخابات، وافق مارتيلي على التنحي في عام 2016 دون وجود خليفة. ثم تولى جوسليرم بريفيرت الرئاسة. بعد العديد من التأجيلات بسبب آثار إعصار ماثيو، أجريت الانتخابات في نهاية المطاف في نوفمبر 2016. فاز جوفينيل مويس من حزب تيت كالي الهايتي وأدى اليمين الدستورية في عام 2017. حدثت مظاهرات في مدن في جميع أنحاء هايتي بدأً من 7 يوليو 2018، استجابة لارتفاع أسعار الوقود. مع مرور الوقت تطورت هذه الاحتجاجات إلى مطالب باستقالة الرئيس مويس.
اغتيل الرئيس مويس في هجوم على مسكنه الخاص في 7 يوليو 2021، ونقلت السيدة الأولى مارتين مويس إلى المستشفى بعد الهجوم الذي وقع ليلاً. وسط الأزمة السياسية نصبت حكومة هايتي أرييل هنري. تعرضت هايتي لزلزال ضخم آخر أدى إلى سقوط العديد من الضحايا في أغسطس 2021. كما أضر الزلزال بالظروف الاقتصادية لهايتي وأدى إلى ارتفاع جرائم العنف في البلاد. اعتبارًا من مارس 2022، لم يكن رئيس لهايتي رئيس ولا محكمة عليا مختلة بسبب نقص القضاة.

## الجغرافيا
تبلغ مساحة هايتي 27,750 كم2، (6,236 ميل2) تشغل هايتي الثلث الغربي من جزيرة هسبانيولا، في حين تحتل جمهورية الدومنيكان ثلثي الجزيرة من جهة الشرق. هايتي هي ثالث أكبر دولة في منطقة البحر الكاريبي بعد كوبا وجمهورية الدومينيكان تفصلها مياه البحر الكاريبي غربا عن كوبا وجامايكا، وهي أقرب إلى كوبا. تشبه الدولة شكل حدوة الحصان تقريبًا ولهذا لديها خط ساحلي طويل، والثانية في الطول (1,771 كـم أو 1,100 ميل) بعد كوبا في جزر الأنتيل الكبرى.
هايتي هي أكثر دولة جبلية في منطقة الكاريبي، وتتكون تضاريسها من جبال تتخللها سهول ساحلية صغيرة ووديان أنهار. مناخ البلاد استوائي، مع بعض الاختلاف حسب الارتفاع. أعلى نقطة هي بيك لا سيل، على ارتفاع 2,680 متر (8,793 ft).
تشمل هايتي أيضًا العديد من الجزر البحرية. تقع جزيرة تورتوجا (Île de la Tortue) قبالة ساحل شمال هايتي. تعد جزيرة غوناف التي تقع في خليج غوناف؛ أكبر جزيرة في هايتي. وجزيرة البقر قبالة الساحل الجنوبي الغربي. ولي كايمتس الواقعة في خليج غوناف شمال بيستيل. هناك نزاع إقليمي حول جزيرة نافاسا الواقعة على بعد 40 ميل بحري (46 ميل؛ 74 كـم) غرب جيريمي في جنوب غرب شبه جزيرة هايتي، بين هايتي والولايات المتحدة التي تدير الجزيرة حاليًا عبر المؤسسة الأمريكية للأسماك والحياة البرية.

### المناخ

خريطة هايتي حسب تصنيف كوين للمناخ

مناخ هايتي استوائي ويختلف من نطاق إلى آخر حسب الارتفاع. تتراوح درجة حرارة في بورت أو برانس في يناير من 23 إلى 31 درجة مئوية (73.4-87.8 فهرنهايت) وفي يوليو من 25 إلى 35 درجة مئوية (77-95 درجة فهرنهايت).
تتلقى بورت أو برانس متوسط هطول أمطار سنوي يبلغ 1,370 مـم (53.9 بوصة). هناك فصلان للمطر أبريل ويونيو وأكتوبر ونوفمبر. هايتي معرضة بشكل دوري للجفاف والفيضانات والزلازل.

### الجيولوجيا
هناك فالق دفع في صدع إنريكيو-بلينتين غاردن [الإنجليزية] حيث تقع هايتي. لم يجد الجيولوجيون بعد زلزال عام 2010 دليلًا على تمزق السطح.
أشارت دراسة مخاطر الزلازل لعام 2007 إلى أن منطقة صدع إنريكيو-بلينتين غاردن [الإنجليزية] يمكن أن تكون في نهاية دورتها الزلزالية وخلصت إلى أن أسوأ حالة ستشمل زلزالًا بقوة 7.2 Mw، مشابه في الحجم لزلزال جامايكا 1692. قدم فريق دراسة مخاطر الزلازل الدرسة إلى المؤتمر الجيولوجي الكاريبي الثامن عشر في مارس 2008. نقلت جريدة لو ماتين الهايتية في سبتمبر 2008 تصريحات للجيولوجي باتريك تشارلز بوجود مخاطر عالية لحدوث نشاط زلزالي كبير في بورت أو برنس؛ وحدث زلزال هايتي 2010 الذي بلغت قوته 7.0 درجة على مقياس ريختر في منطقة الصدع هذه في 12 يناير 2010.
تمتلك هايتي أيضًا عناصر نادرة مثل الذهب الذي يمكن العثور عليه في منجم مونت أورغينيس. لا يوجد في هايتي حاليا براكين نشطة.

### البيئة

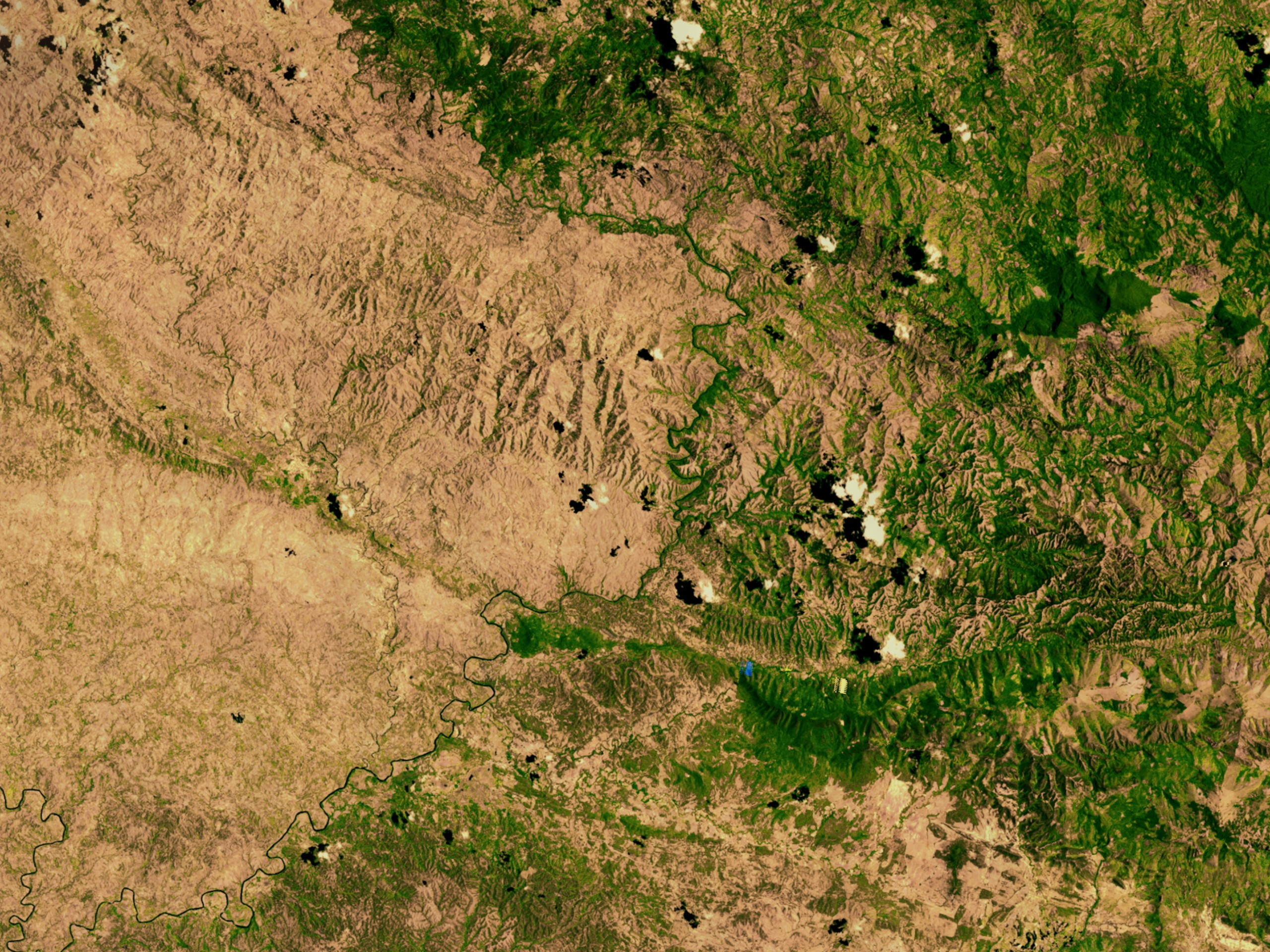
حدود هايتي مع جمهورية الدومينيكان في عام 2002، تظهر مدى إزالة الغابات على الجانب الهايتي (يسار)

يتسبب تآكل التربة وإزالة الغابات في حدوث فيضانات دورية وشديدة في هايتي، كما حدث على سبيل المثال في 17 سبتمبر 2004. وفي وقت سابق في مايو من ذلك العام قتلت الفيضانات أكثر من 3000 شخص على الحدود الجنوبية لهايتي مع جمهورية الدومينيكان.
كانت تغطي الغابات 60% من مساحة البلاد قبل 50 عام، ولكن تقلص ذلك في تقديرات الحالية إلى بنسبة 30%. يفرض هذا التقدير اختلافًا صارخًا عن الرقم الخاطئ البالغ 2% والذي استشهد به كثيرًا في الخطاب المتعلق بالظروف البيئية للبلاد. حصلت هايتي في مؤشر سلامة المناظر الطبيعية للغابات لعام 2019 على درجة 4.01 /10، لتحتل المرتبة 137 عالميًا من بين 172 دولة.
يعمل العلماء في معهد الأرض (CIESIN) وبرنامج الأمم المتحدة للبيئة في مبادرة هايتي المتجددة، وهي مبادرة تهدف إلى الحد من الفقر والتعرض للكوارث الطبيعية في هايتي من خلال استعادة النظام البيئي وإدارة الموارد المستدامة.

#### التنوع البيولوجي
هايتي هي موطن لأربع مناطق إيكولوجية: غابات هيسبانيولا الرطبة وغابات هيسبانيولا الجافة وغابات هيسبانيولا الصنوبرية، ومانغروف جزر الأنتيل الكبرى.
على الرغم من صغر حجمها أدت التضاريس الجبلية في هايتي وما نتج عنها من مناطق مناخية متعددة إلى مجموعة متنوعة من الحياة النباتية. تشمل أنواع الأشجار: فاكهة الخبز والمانجو والسنط والماهوجني وجوز الهند والنخيل الملكي وسيدريلا أودوراتا. كانت الغابات في السابق أكثر اتساعًا ولكنها خضعت لإزالة شديدة.
معظم أنواع الثدييات ليست أصلية حيث أُحضرت إلى الجزيرة منذ العصور الاستعمارية. ولكن هناك أنواع مختلفة من الخفافيش المحلية، بالإضافة إلى هوتيا هيسبانيولا ومشقوق الأسنان الهسبانيولي. يمكن أيضًا العثور على أنواع مختلفة من الحيتان والدلافين قبالة سواحل هايتي.
هناك أكثر من 260 نوعًا من الطيور، 31 منها مستوطنة في هيسبانيولا. تشمل الأنواع المتوطنة البارزة: نهاسية هيسبانيولا وببغاء هيسبانيولا وتناجر رمادي. هناك أيضًا العديد من أنواع الطيور الجارحة وكذلك البجع والطيور الطنانة والبط.
الزواحف شائعة مع أنواع مثل إغوانا وحيد القرن والأفعى الهايتية والتمساح الأمريكي والوزغة.

## السكان

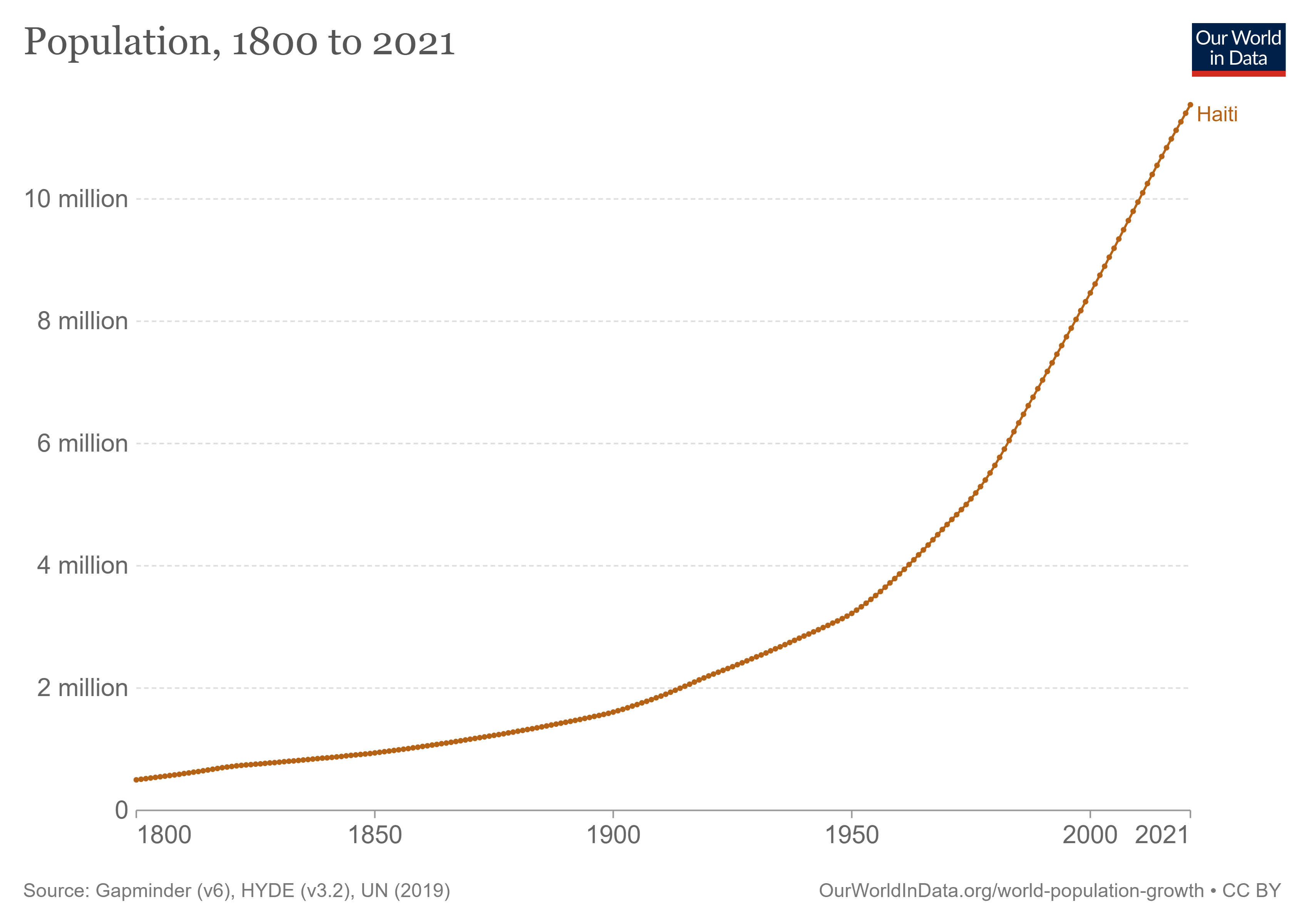
عدد سكان هايتي (1800–2021)

قُدر عدد سكان هايتي في 2018 بحوالي 10,788,000 نسمة. كان نصف السكان في 2006 أصغر من 20 عامًا. جرى أول تعداد رسمي للسكان في 1950 وبلغ 3.1 مليون نسمة. يبلغ متوسط الكثافة السكانية حوالي 350 شخصًا لكل كيلومتر مربع (حوالي 900 لكل ميل مربع)، ويتركز السكان بشكل كبير في المناطق الحضرية والسهول الساحلية والوديان.
ينحدر معظم الهايتيين من العبيد الأفارقة السابقين. البقية من أصول أوروبية أو عربية وهم من نسل المستوطنين (بقايا الاستعمار والهجرة خلال حقبة الحربين العالميتين).
يعيش الملايين من أصل هايتي في الخارج حيث يقدر أنه يعيش 881,500 شخص من أصل هايتي في الولايات المتحدة في عام 2015، بينما في جمهورية الدومينيكان ما يقدر بنحو 800,000 في عام 2007، و300,000 في كوبا في عام 2013، و100,000 في كندا في عام 2006، و80,000 في فرنسا في 2010، وما يصل إلى 80,000 في باهاماس في 2009.
بلغ في 2018 متوسط العمر المتوقع عند الولادة 63.66 سنة.

### اللغات
اللغتان الرسميتان في هايتي هما الفرنسية والكريولية الهايتية. اللغة الفرنسية هي اللغة الرئيسية المكتوبة واللغة الرئيسية للصحافة ويتحدث بها 42% من الهايتيين. يتحدث بها جميع المتعلمين الهايتيين وهي وسيلة التدريس في معظم المدارس وتستخدم في قطاع الأعمال. كما أنها تستخدم في المناسبات الاحتفالية مثل حفلات الزفاف والتخرج والقداس الكنسي. هايتي هي واحدة من دولتين مستقلتين في الأمريكتين (إلى جانب كندا) فيها الفرنسية لغة رسمية. وتأتي بدرجة أقل اللغة الإنجليزية بسبب النفوذ الأمريكي. يتحدث الإسبانية بعض الهايتيين الذين يعيشون على طول الحدود بين هايتي والدومينيكان.
يتحدث بالكاريولية الهايتية جميع سكان هايتي تقريبًا. الكريولية الهايتية هي إحدى لغات الكريول الفرنسية. 90% من مفرداتها مشتقة من الفرنسية، لكن قواعدها تشبه تلك الموجودة في بعض لغات غرب إفريقيا. كما أن به تأثيرات من لغة التاينو والإسبانية والبرتغالية.

### الدين
الدين في هايتي وفقًا لمركز بيو للأبحاث (2010)
وفقًا لكتاب حقائق العالم نسخة 2017 فإن حوالي 54.7% من الهايتيين كاثوليكيين بينما شكل البروتستانت حوالي 28.5% من السكان (المعمدانية 15.4%، الخمسينية 7.9%، السبتية 3%، الميثودية 1.5%، 0.7% أخرى). وفقًا مصادر أخرى يشكل البروتستانت نسبة أعلى من ذلك، مما يشير إلى أنهم ربما شكلوا ثلث السكان في عام 2001. مثل البلدان الأخرى في أمريكا اللاتينية شهدت هايتي توسعًا بروتستانتيًا عامًا، والذي يعد إلى حد كبير إنجيليًا وخمسينيًا.
يمارس بعض الهايتيين اليوم الفودو وهو دين غرب أفريقي. بسبب التوفيق الديني بين الكاثوليكية والفودو، من الصعب تقدير عدد الفودو في هايتي. اعترفت الحكومة بالديانة في عام 2003 رسميًا للأمة. ينظر البروتستانت إلى التبجيل الكاثوليكي للقديسين على أنه عبادة الأوثان، وكثيرًا ما يدمر بعض البروتستانت التماثيل الكاثوليكية.

### التمييز العنصري
يشكل الخلاسيون 5% من سكان البلاد. تحت الحكم الاستعماري، كان الخلاسيون الهايتيون يتمتعون عمومًا بامتيازات أعلى من الأغلبية السوداء وأقل من السكان البيض. خلال ذلك الوقت مُنح العبيد فرصًا محدودة في التعليم والدخل والمهن، ولكن حتى بعد الاستقلال، لم يتم إصلاح التفاوت بين الطبقات العليا والدنيا بشكل ملحوظ منذ أيام الاستعمار. ونتيجة لذلك تتكون طبقة النخبة اليوم من مجموعة صغيرة من الأشخاص المؤثرين ذوي اللون الفاتح الذين يسيطرون على المناصب العليا والمرموقة.

### التعليم
يعتمد النظام التعليمي في هايتي على النظام الفرنسي. وزارة التربية والتعليم مسؤولة عن التعليم العالي، الذي تقدمه الجامعات والمؤسسات العامة والخاصة الأخرى.
أكثر من 80% من المدارس الابتدائية تدار بشكل خاص من قبل المنظمات غير الحكومية والكنائس، مع الحد الأدنى من الإشراف الحكومي. وفقًا لتقرير الأهداف الإنمائية للألفية لعام 2013 عززت هايتي معدل الالتحاق الصافي في التعليم الابتدائي من 47% في عام 1993 إلى 88% في عام 2011، مما أدى إلى تحقيق مشاركة متساوية للبنين والبنات في التعليم. وفقًا لكتاب حقائق العالم لعام 2015 يبلغ معدل معرفة القراءة والكتابة في هايتي 60.7% (تقديرات عام 2015).
سبب زلزال يناير 2010 نكسة كبيرة لإصلاح التعليم في هايتي حيث حول الموارد المحدودة للبقاء على قيد الحياة.
دعا العديد من الإصلاحيين إلى إنشاء نظام تعليم مجاني وعام وشامل لجميع الطلاب في سن الدراسة الابتدائية في هايتي. يقدر بنك التنمية للبلدان الأمريكية أن الحكومة ستحتاج على الأقل 3 مليارات دولار لإنشاء نظام ممول بشكل كاف.

### الصحة
اعتبارًا من عام 2012 طُعمم 60% من الأطفال في هايتي دون سن العاشرة، مقارنة بمعدلات تطعيم الأطفال في البلدان الأخرى في نطق 93-95%. كانت هناك حملات تلقيح جماعية تدعي تلقيح ما يصل إلى 91% من السكان المستهدفين ضد أمراض معينة.
بحسب منظمة الصحة العالمية تعد أمراض الإسهال والإيدز والتهاب السحايا والتهابات الجهاز التنفسي أسباب شائعة للوفاة في هايتي. تسعون بالمائة من أطفال هايتي يعانون من الأمراض المنقولة بالمياه والطفيليات المعوية. عُثر على فيروس نقص المناعة البشرية في 1.71% من سكان هايتي (تقديرات 2015). معدل الإصابة بمرض السل في هاييتي أعلى بعشر مرات مما هو عليه في بقية أمريكا اللاتينية. يصاب حوالي 30,000 هايتيًا بالملاريا كل عام. بلغ معدل وفيات الرضع في 2019 في هايتي 48.2 حالة وفاة لكل 1000 مولود حي، مقارنة بـ 5.6 لكل 1000 مولود حي في الولايات المتحدة.
بعد زلزال عام 2010، أسس Partners In Health Hôpital Universitaire de Mirebalais [الإنجليزية]، وهو أكبر مستشفى يعمل بالطاقة الشمسية في العالم.

## السياسة
حكومة هايتي هي جمهورية شبه رئاسية متعددة الأحزاب حيث يكون رئيس هايتي هو رأس الدولة ويُنتخب مباشرة عن طريق الانتخابات الشعبية التي تُجرى كل خمس سنوات. رئيس وزراء هايتي هو رئيس الحكومة ويعينه الرئيس، ويُختار من حزب الأغلبية في الجمعية الوطنية. السلطة التنفيذية يمارسها الرئيس ورئيس الوزراء اللذين يشكلان الحكومة معًا.
السلطة التشريعية مناطة بكل من الحكومة ومجلسي الجمعية الوطنية في هايتي (مجلس الشيوخ ومجلس النواب). تقوم الحكومة المركزية بتفويض الصلاحيات إلى الإدارات دون الحاجة الدستورية للموافقة. وُضع الهيكل الحالي للنظام السياسي في هايتي في دستور هايتي في 29 مارس 1987.
كانت السياسة الهايتية مثيرة للجدل: حيث عانت هايتي منذ الاستقلال من 32 انقلابًا. هايتي هي الدولة الوحيدة في نصف الكرة الغربي التي خضعت لثورة العبيد الناجحة. ولكن لها تاريخًا طويلًا من الاضطهاد من قبل ديكتاتوريين مثل فرانسوا دوفالييه وابنه جان كلود دوفالييه. كانت هايتي تنتقل إلى نظام ديمقراطي منذ نهاية حقبة دوفالييه.

### التقسيم الإداري

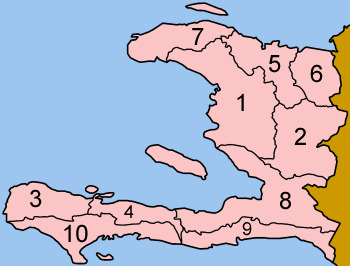
مقاطعات هايتي (تمثل الأرقام ما يقابلها في الجدول)

تنقسم هايتي من الناحية الإدارية إلى عشر إدارات. وتنقسم المقاطعات كذلك إلى 42 دائرة و145 بلدية و571 قسم كوميوني.
| الإدارة                         | العاصمة                      | المساحة (كم²) | تعداد السكان | العدد على الخريطة |
| ------------------------------- | ---------------------------- | ------------- | ------------ | ----------------- |
| إدارة أرتيبونيت Artibonite      | غوناييف Gonaïves             | 4,984         | 1,168,800    | 1                 |
| الإدارة الوسطى Centre           | هنش Hinche                   | 3,675         | 564,200      | 2                 |
| إدارة أنس الكبرى Grand'Anse     | جيريمي Jérémie               | 1,912         | 337,516      | 3                 |
| إدارة نيبيس Nippes              | ميراغوان Miragoâne           | 1,267         | 266,379      | 4                 |
| الإدارة الشمالية Nord           | كاب هايتيان Cap-Haïtien      | 2,106         | 872,200      | 5                 |
| الإدارة الشمال شرقية Nord-Est   | فورت ليبرتي Fort-Liberté     | 1,805         | 283,800      | 6                 |
| الإدارة الشمال غربية Nord-Ouest | بورت دي بيه Port-de-Paix     | 2,176         | 488,500      | 7                 |
| الإدارة الغربية Ouest           | بورت أو برانس Port-au-Prince | 4,827         | 2,943,200    | 8                 |
| الإدارة الجنوب شرقية Sud-Est    | جاكميل Jacmel                | 2,023         | 518,200      | 9                 |
| الإدارة الجنوبية Sud            | ليس كايس Les Cayes           | 2,794         | 745,000      | 10                |

### العلاقات الخارجية
هايتي عضو في الأمم المتحدة والجماعة الكاريبية ومجموعة دول أمريكا اللاتينية والكاريبي وصندوق النقد الدولي ومنظمة الدول الأمريكية والمنظمة الدولية للناطقين بالفرنسية وأوبانال ومنظمة التجارة العالمية.
أشارت هايتي في فبراير 2012 إلى أنها ستسعى إلى رفع مستوها من مراقب إلى وضع عضو منتسب كامل في الاتحاد الأفريقي. أفيد أن الاتحاد الأفريقي يخطط لترقية وضع هايتي من مراقب إلى مشارك في قمته في يونيو 2013 ولكن لم يتم التصديق على الطلب حتى مايو 2016.

### العسكرية
وزارة الدفاع في هايتي هي الهيئة الرئيسية للقوات المسلحة. تم تسريح القوات المسلحة الهايتية السابقة في عام 1995، ولكن هناك جهود مبذولة لإعادة تشكيلها حاليًا. قوة الدفاع الحالية لهايتي هي الشرطة الوطنية الهايتية وتعمل جنبًا إلى جنب مع خفر السواحل الهايتي. في عام 2010 بلغ عدد قوات الشرطة الوطنية الهايتية 7000.

## الاقتصاد

تمثيل نسبي للناتج المحلي الإجملي للفرد في هايتي

تمثيل نسبي لصادرات هايتي 2019

تعد هايتي واحدة من أفقر البلدان في الأمريكتين ويرجع ذلك إلى الفساد وعدم الاستقرار السياسي وضعف البنية التحتية ونقص الرعاية الصحية ونقص التعليم. تسيطر الدولة على اقتصاد هايتي في الغالب، حيث تحتل المرتبة 145 من بين 177 دولة في مؤشر الحرية الذي تي قامت به مؤسسة هيريتيج. يبلغ نصيب الفرد من الناتج المحلي الإجمالي في هايتي 1800 دولار وناتجها المحلي الإجمالي 19.97 مليار دولار (تقديرات عام 2017). تستخدم الدولة الجوردة الهايتية عملة لها. معدل البطالة مرتفع ويسعى العديد من الهايتيين للهجرة. تراجعت التجارة بشكل كبير بعد زلزال عام 2010 وما تلاه من تفشي الكوليرا، مع انخفاض الناتج المحلي الإجمالي تعادل القوة الشرائية للبلاد بنسبة 8% (من 12.15 مليار دولار أمريكي إلى 11.18 مليار دولار أمريكي). احتلت هايتي المرتبة 145 من بين 182 دولة في مؤشر الأمم المتحدة للتنمية البشرية لعام 2010.
بعد انتخابات 2000 المتنازع عليها والاتهامات حول حكم الرئيس أريستيد، انقطعت المساعدات الأمريكية للحكومة الهايتية بين عامي 2001 و2004. بعد رحيل أريستيد في عام 2004 عادت المساعدات وقاد الجيش البرازيلي بعثة الأمم المتحدة لتحقيق الاستقرار في هايتي. بعد ما يقرب من أربع سنوات من الركود نما الاقتصاد بنسبة 1.5% في عام 2005. استوفت هايتي في سبتمبر 2009 الشروط التي وضعها صندوق النقد الدولي وبرنامج البنك الدولي للبلدان الفقيرة المثقلة بالديون للتأهل لإلغاء ديونها الخارجية.

### المساعدات الخارجية
تلقت هايتي مساعدات بين 1990 و2003 بلغت أكثر من 4 مليارات دولار أمريكي، بما في ذلك 1.5 مليار دولار أمريكي من الولايات المتحدة. أكبر مانح هي الولايات المتحدة تليها كندا والاتحاد الأوروبي. بعد الزلزال في يناير 2010 وعد الرئيس الأمريكي باراك أوباما بتقديم 1.15 مليار دولار أمريكي مساعدات. تعهدت دول الاتحاد الأوروبي بتقديم بأكثر من 400 مليون يورو (616 مليون دولار أمريكي). قدمت جمهورية الدومينيكان المجاورة أيضًا مساعدات إنسانية واسعة النطاق لهايتي، بما في ذلك تمويل وبناء جامعة عامة، وتقديم خدمات الرعاية الصحية المجانية في المنطقة الحدودية والدعم اللوجستي بعد زلزال عام 2010.
ذكرت الأمم المتحدة أنه خصص إجمالي 13.34 مليار دولار أمريكي لإعادة الإعمار بعد الزلزال حتى عام 2020. اعتبارًا من عام 2015 خصصت الحكومة الأمريكية 4 مليارات دولار أمريكي أُنفق منها بالفهل 3 مليارات دولار أمريكي والباقي مخصص لمشاريع طويلة الأجل.

### الطاقة

إنتاج الكهرباء في هايتي حسب المصدر

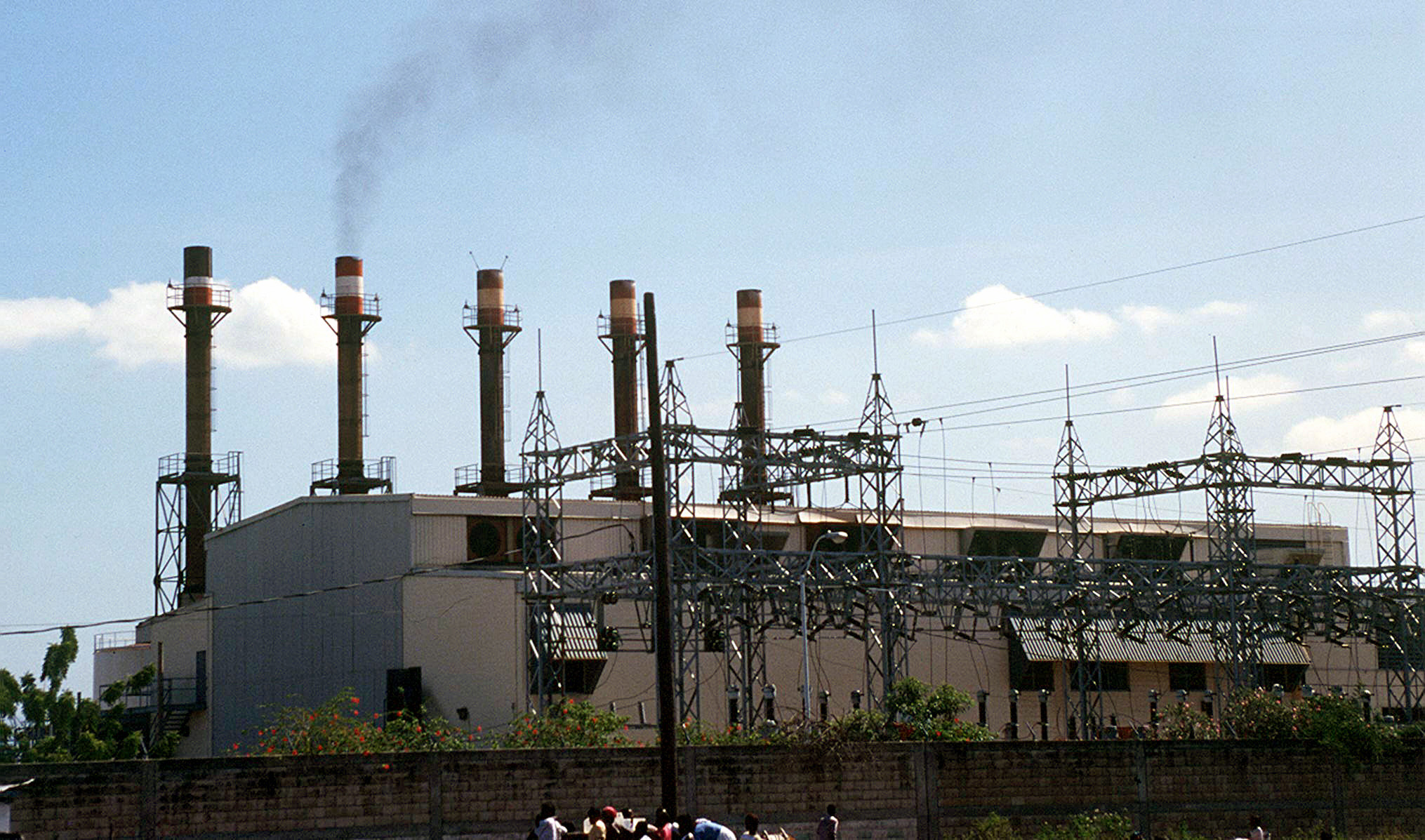
محطة توليد الكهرباء في بورت أو برنس

كانت مدينة جاكميل في عام 1925 أول مدينة في منطقة الكاريبي تحصل على الكهرباء وأطلق عليها فيما بعد مدينة النور. اليوم تعتمد هايتي بشدة على تحالف بتروكاريبي في الحصول على احتياجاتها من الطاقة.
اعتبارًا من عام 2017 من بين جميع البلدان في الأمريكتين هايتي هي أقل دولة إنتاجًا للطاقة. وأقل من ربع مساحة البلاد لديه كهربائية. تُوفر الكهرباء من قبل عدد صغير من الشركات المستقلة: سوجينر وإي باور وهايتراك. لا توجد شبكة كهرباء وطنية داخل الدولة. المصدر الأكثر شيوعًا للطاقة هو الخشب إلى جانب الفحم. يستهلك في هايتي حوالي 4 ملايين طن متري من المنتجات الخشبية سنويًا. تستورد هايتي حوالي 691,000 طن من النفط إلى البلاد.
أعلن إيفنسون كاليكست المدير العام لتنظيم الطاقة (ANARSE) في 31 أكتوبر 2018 عن مشروع الكهرباء على مدار 24 ساعة. في الوقت الحاضر فقط 27.5% من السكان يحصلون على الكهرباء. علاوة على ذلك، فإن وكالة الطاقة الوطنية كهرباء هايتي (Ed'H) قادرة فقط على تلبية 62% من إجمالي الطلب على الكهرباء بحسب فريتز كايو، وزير الأشغال العامة والنقل والاتصالات (TPTC).

### الزراعة
هايتي هي أكبر منتج لنجيل الهند في العالم، حيث تنتج مما يوفر نصف الإمدادات العالمية،. ونجيل الهند هو نبات يستخدم في صناعة العطور الفاخرة والزيوت العطرية، ما يقرب من 40-50% من الهايتيين يعملون في القطاع الزراعي. تعتمد هايتي على الواردات في تلبية نصف احتياجاتها الغذائية و80% من أرزها.
تصدر هايتي محاصيل مثل المانجو والكاكاو والبن والبابايا وجوز الماهوجني والسبانخ والجرجير. تشكل المنتجات الزراعية 6% من إجمالي الصادرات. بالإضافة إلى ذلك، تشمل المنتجات الزراعية المحلية الذرة والفاصوليا والكسافا والبطاطا الحلوة والفول السوداني والفستق والموز والدخن والبازلاء وقصب السكر والأرز والسورغم والخشب.

### السياحة
السياحة في هايتي غير متطور وتروج الحكومة بشدة لهذا القطاع. تتمتع هايتي بالعديد من الميزات التي تجذب السياح إليها مثل الشواطئ ذات الرمال البيضاء والمناظر الجبلية والمناخ الدافئ على مدار العام. ولكن فإن الصورة السيئة للبلاد في الخارج، والمبالغ فيها في بعض الأحيان، أعاقت تنمية هذا القطاع.
كرنفال هايتي أحد أشهر الكرنفالات في منطقة الكاريبي. قررت الحكومة في عام 2010 تنظيم الحدث في مدينة مختلفة خارج بورت أو برانس كل عام في محاولة لتحقيق اللامركزية في البلاد. يتبع الكرنفال الوطني الذي يقام عادة في واحدة من أكبر مدن البلاد كرنفال جاكميل المشهور جدًا والذي يقام قبل أسبوع في فبراير أو مارس.

### مجمع كاراكول الصناعي
افتتح الرئيس الهايتي ميشال مارتيلي ووزيرة الخارجية الأمريكية هيلاري كلينتون وبيل كلينتون وريتشارد برانسون وبن ستيلر وشون بن في 21 أكتوبر 2012 مجمع كاراكول الصناعي الذي يبلغ مساحته 240 هكتارًا (600 فدان) وهي الأكبر في منطقة الكاريبي. بلغت تكلفة المشروع 300 مليون دولار أمريكي ويهدف المشروع الذي يتضمن محطة طاقة 10 ميجاوات ومحطة معالجة المياه وسكن العمال، إلى تطوير الجزء الشمالي من البلاد من خلال خلق 65,000 فرصة عمل.
الحديقة هي جزء من لتطوير إدارات شمال وشمال شرق هايتي، بما في ذلك توسيع مطار كاب هايتيان الدولي لاستيعاب الرحلات الجوية الدولية الكبيرة وبناء ميناء بحري دولي في فورت ليبرتي ووضع 50 مليون دولار في إنشاء حرم روي هنري كريستوف الجامعي في ليموناد (بالقرب من كاب هايتيان) في 12 يناير 2012.
أحد المصنعيين الرئيسيين في المجمعي شركة تصنيع الملابس الكورية الجنوبية Sae-A Trading [الإنجليزية]، خلقت 5000 فرصة عمل دائمة من أصل 20,000 متوقعة وقامت ببناء 8600 منزل في المنطقة المحيطة لعمالها. تمتلك المنطقة الصناعية في نهاية المطاف القدرة على خلق ما يصل إلى 65,000 فرصة عمل بمجرد تطويرها بالكامل.

## البنية التحتية

### النقل

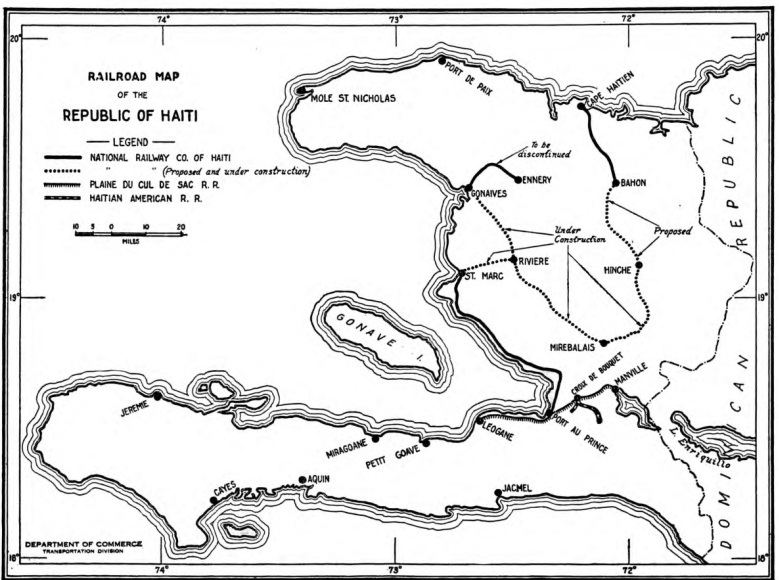
خريطة السكك الحديدية في عام 1925

يوجد في هايتي طريقان سريعان رئيسيان، الطريق السريع الشمالي، الطريق الوطني رقم 1 (الطريق السريع الوطني الأول)، يربط بورت أو برنس بكاب هايتيان متعرجًا عبر المدن الساحلية مونترويس وغوناييف. الطريق السريع الجنوبي، الطريق الوطني رقم 2، يربط بورت أو برنس بليس كاي عبر يوغان وبيتي غواف. حالة الطرق في هايتي سيئة بشكل عام، والعديد منها مليء بالحفر ويصبح غير سالك في الطقس القاسي.
وفقًا لصحيفة واشنطن بوست قال مسؤولون من سلاح المهندسين بالجيش الأمريكي يوم السبت [23 يناير 2010] أنهم قيموا الأضرار الناجمة عن الزلزال [12 يناير] في بورت أو برنس، هايتي، ووجدوا أن العديد من الطرق ليسوا أسوأ مما كانت عليه من قبل أنها كانت دائمًا في حالة سيئة.
استخدمت هايتي في الماضي النقل بالسكك الحديدية، ولكن كانت البنية التحتية للسكك الحديدية سيئة الصيانة عندما كانت قيد الاستخدام وتجاوزت تكلفة إعادة التأهيل إمكانيات الاقتصاد الهايتي. اقترح مجلس التنمية الإقليمي في جمهورية الدومينيكان في عام 2018 إنشاء خط سكة حديد بين البلدين.

### الاتصالات
تشمل الاتصالات في هايتي الراديو والتلفزيون والهواتف الثابتة والمتنقلة والإنترنت. احتلت هايتي المرتبة الأخيرة بين دول أمريكا الشمالية المرتبة و143 من 148 بشكل 2014، بانخفاض عن 141 في عام 2013 في مؤشر جاهزية الشبكة (NRI) للمنتدى الاقتصادي العالمي - وهو مؤشر لتحديد مستوى تطوير تقنيات المعلومات والاتصالات في بلد ما.

## الثقافة
تتمتع هايتي بهوية ثقافية غنية وفريدة من نوعها، تتكون من مزيج من الثقافة الأفريقية التقليدية والفرنسية ممزوجة ببعض من ثقافات التاينو والإسبانية. تنعكس ثقافة هايتي بشكل كبير في لوحاتها وموسيقاها وأدبها. تعرض المعارض والمتاحف في الولايات المتحدة وفرنسا أعمال الفنانين الهايتيين المعروفين.

### العمارة

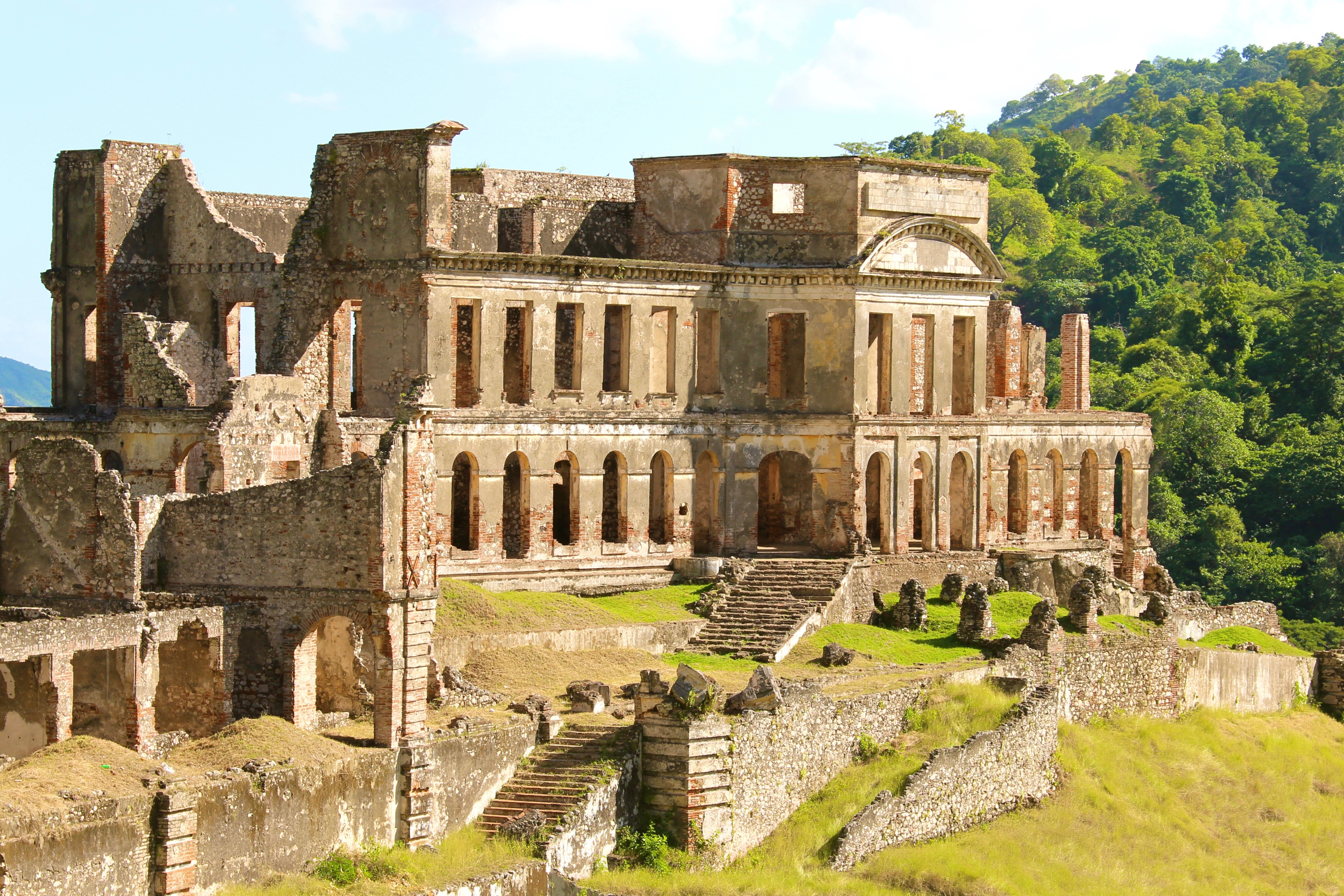
قصر سانس سوسي، حديقة التاريخ الوطني، هايتي

تشمل المعالم الأثرية قصر سانس سوسي وقلعة لافيرير، المدرجين على قائمة موقع التراث العالمي في عام 1982. يقع قصؤ سانس سوسي في شمال ماسيف دو نور في أحد المتنزهات الوطنية في هايتي ويعود إلى أوائل القرن التاسع عشر. كانت المباني من أوائل المباني التي شُيدت بعد استقلال هايتي عن فرنسا. قلعة لافيرير هي أكبر قلعة في الأمريكتين، وتقع في شمال هايتي. بنيت بين عامي 1805 و1820 ويشار إليه اليوم من قبل بعض الهايتيين على أنه الأعجوبة الثامنة في العالم.
احتفظ معهد حماية التراث الوطني بـ 33 معلمًا تاريخيًا والمركز التاريخي لمدينة كاب هايتيان. تعرضت مدينة جاكميل، المدينة الاستعمارية التي قبت مبدئيًا كموقع للتراث العالمي، تعرضت لأضرار بالغة جراء زلزال هايتي عام 2010.

### المتاحف

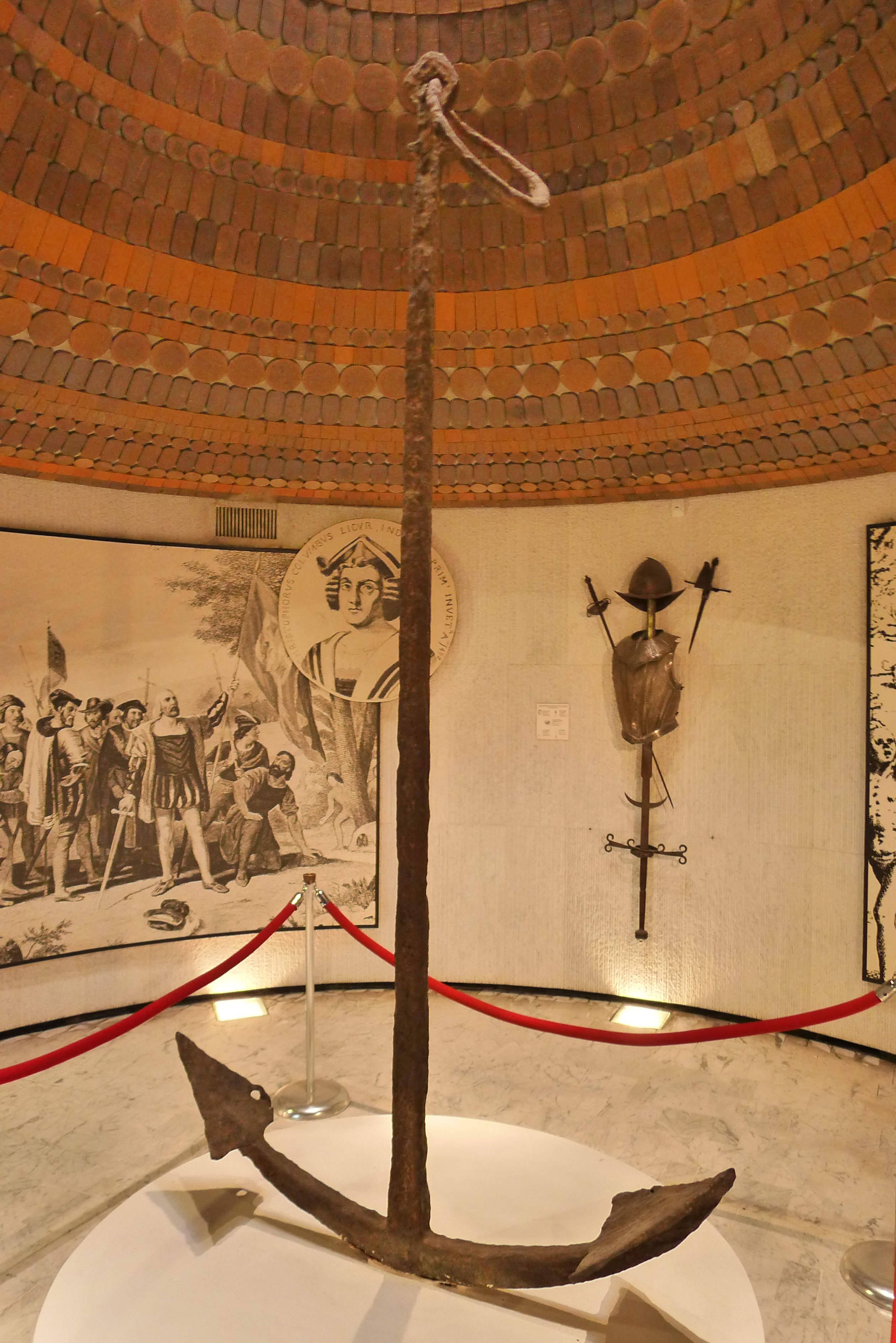
مرساة سانتا ماريا

يوجد بمتحف بانثيون ناشيونال هايتيان (MUPANAH)، في بورت أو برانس، هايتي مرساة سفينة سانتا ماريا مرساة أكبر سفينة لكريستوفر كولومبوس.

### الفولكلور والأساطير
تشتهر هايتي أساطير الفودو الهايتية. الإيمان بالزومبي شائع أيضًا. تشمل المخلوقات الفولكلورية الأخرى اللوغارو.

### الرياضة
كرة القدم هي الرياضة الأكثر شعبية في هايتي حيث تتنافس المئات من أندية كرة القدم الصغيرة على المستوى المحلي. تتزايد شعبية كرة السلة والبيسبول. يستخدم معلب سيلفيو كاتور في بورت أو برنس، حاليًا في الغالب لمباريات كرة القدم التي تتسع لـ10000 شخص. كان منتخب هايتي لكرة القدم في عام 1974 هو ثاني فريق كاريبي يصل إلى كأس العالم (بعد دخول كوبا عام 1938). فاز المنتخب الوطني بكأس أمم الكاريبي 2007.
شاركت هايتي في الألعاب الأولمبية منذ عام 1900 وفازت بعدد من الميداليات. سجل لاعب كرة القدم الهايتي جو غايتجنز لمنتخب الولايات المتحدة في كأس العالم 1950 هدف الفوز في المباراة التي انتهت بنتيجة 1-0 على إنجلترا.